# WTA Tour 2017
WTA Tour 2017 představovala 47. ročník nejvyšší úrovně ženského profesionálního tenisu, hraný v roce 2017. Sezóna okruhu trvajícího od 2. ledna do 5. listopadu 2017 zahrnovala 59 turnajů, až na výjimky, organizovaných Ženskou tenisovou asociací (WTA).
Do okruhu WTA Tour se řadily čtyři grandslamové turnaje – pořádané Mezinárodní tenisovou federací (ITF), dvacet jedna událostí kategorie WTA Premier Tournaments s úrovněmi Premier Mandatory, Premier 5 a Premier, třicet dva turnajů WTA International Tournaments i dvě závěrečné události sezóny WTA Finals a WTA Elite Trophy.
Součástí kalendáře byly také týmové soutěže organizované ITF – Fed Cup a Hopmanův pohár, z něhož hráčky nezískaly do žebříčku žádné body.
Jako světová jednička ve dvouhře do sezóny vstoupila Němka Angelique Kerberová a poprvé v kariéře na čele zakončila Rumunka Simona Halepová před druhou Muguruzaovou. V průběhu sezóny nevyhrála světová jednička dvouhry ani jeden titul. Na úvod roku klasifikaci čtyřhry vévodila Indka Sania Mirzaová, aby první místo na konci sezóny přenechala 12. páru na vrcholu žebříčku a to Martině Hingisové s Čan Jung-žan. Švýcarka Hingisová po skončení Turnaje mistryń potřetí a definitivně ukončila profesionální kariéru.
Novými turnaji zařazenými do okruhu se staly maďarský Hungarian Ladies Open a švýcarský Ladies Open Biel Bienne. Kalendář naopak opustily brazilské akce Rio Open a Brasil Tennis Cup, stejně jako polský Katowice Open.
Nejvíce deblových trofejí vybojovaly členky čínsko-švýcarské dvojice Martina Hingisová a Čan Jung-žan, když každá z nich v sezóně získala jedenáct titulů. Mezi singlistkami čelu statistiky vévodila Ukrajinka Elina Svitolinová s pěti turnajovými vavříny. Pořadí národů opanovalo Česko s devatenácti trofejemi.
V herních parametrech zaservírovala nejvyšší počet es opět Karolína Plíšková, naopak nejvíce dvojchyb se dopustila Jeļena Ostapenková. Nejvyšší počet 80 zápasů odehrála Caroline Wozniacká, za níž skončily druhá Caroline Garciaová se 70 utkáními a třetí Karolína Plíšková s 69 duely. Všechny tři hráčky rok zakončily v první světové desítce. Wozniacká, která odehrála 23 turnajů, také dosáhla na nejvyšší počet 60 vítězných zápasů, včetně 14 výher nad členkami elitní desítky (poměr 14–6). V desáté sezóně za sebou pak Dánka získala alespoň jeden titul, což znamenalo druhé nejdelší období mezi aktivními tenistkami za Serenou Williamsovou (2007–2017). Poprvé v kariéře Wozniacká zdolala úřadující světovou jedničku, a to ve třech případech.
Mužskou obdobu ženského okruhu představoval ATP World Tour 2017.

## Chronologický přehled turnajů
Chronologický přehled turnajů uvádí kalendář událostí okruhu WTA Tour 2017 včetně dějiště, počtu hráček, povrchu, kategorie a celkové dotace.
Legenda
Tabulky měsíců uvádí vítězky a finalistky dvouhry i čtyřhry a dále pak semifinalistky a čtvrtfinalistky dvouhry. Zápis –S/–Q/–D/–X uvádí počet hráček dvouhry/hráček kvalifikace dvouhry/párů čtyřhry/párů mixu, (ZS) – základní skupina.
| Grand Slam            |
| Tour Championships    |
| WTA Premier Mandatory |
| WTA Premier 5         |
| WTA Premier           |
| WTA International     |
| Týmové soutěže        |

### Leden
| Týden od            | Turnaj | Vítězky                                                 | Finalistky                             | Semifinalistky                                | Čtvrtfinalistky                                                                   |
| ------------------- | --- | ------------------------------------------------------- | -------------------------------------- | --------------------------------------------- | --------------------------------------------------------------------------------- |
| 2. ledna            | Hopman Cup Perth, Austrálie Týmová soutěž 1 000 000 A$ – tvrdý (h) – 8 týmů (ZS)                                | Francie 2–1                                             | Spojené státy                          | Skupina A Švýcarsko Německo Velká Británie    | Skupina B Španělsko Česko Austrálie                                               |
| 2. ledna            | Brisbane International Brisbane, Austrálie WTA Premier 1 000 000 $ – tvrdý – 30S/32Q/16D dvouhra • čtyřhra      | Karolína Plíšková 6–0, 6–3                              | Alizé Cornetová                        | Elina Svitolinová Garbiñe Muguruzaová         | Angelique Kerberová Roberta Vinciová Světlana Kuzněcovová Dominika Cibulková      |
| 2. ledna            | Brisbane International Brisbane, Austrálie WTA Premier 1 000 000 $ – tvrdý – 30S/32Q/16D dvouhra • čtyřhra      | Bethanie Mattek-Sandsová Sania Mirzaová 6–2, 6–3        | Jekatěrina Makarovová Jelena Vesninová | Elina Svitolinová Garbiñe Muguruzaová         | Angelique Kerberová Roberta Vinciová Světlana Kuzněcovová Dominika Cibulková      |
| 2. ledna            | Shenzhen Open Šen-čen, Čína WTA International 750 000 $ – tvrdý – 32S/16Q/16D dvouhra • čtyřhra                 | Kateřina Siniaková 6–3, 6–4                             | Alison Riskeová                        | Camila Giorgiová Johanna Kontaová             | Agnieszka Radwańská Wang Čchiang Kristýna Plíšková Nina Stojanovićová             |
| 2. ledna            | Shenzhen Open Šen-čen, Čína WTA International 750 000 $ – tvrdý – 32S/16Q/16D dvouhra • čtyřhra                 | Andrea Hlaváčková Pcheng Šuaj 6–1, 7–5                  | Ioana Raluca Olaruová Olga Savčuková   | Camila Giorgiová Johanna Kontaová             | Agnieszka Radwańská Wang Čchiang Kristýna Plíšková Nina Stojanovićová             |
| 2. ledna            | ASB Classic Auckland, Nový Zéland WTA International 250 000 $ – tvrdý – 32S/30Q/16D dvouhra • čtyřhra           | Lauren Davisová 6–3, 6–1                                | Ana Konjuhová                          | Jeļena Ostapenková Julia Görgesová            | Madison Brengleová Barbora Strýcová Caroline Wozniacká Naomi Ósakaová             |
| 2. ledna            | ASB Classic Auckland, Nový Zéland WTA International 250 000 $ – tvrdý – 32S/30Q/16D dvouhra • čtyřhra           | Kiki Bertensová Johanna Larssonová 6–2, 6–2             | Demi Schuursová Renata Voráčová        | Jeļena Ostapenková Julia Görgesová            | Madison Brengleová Barbora Strýcová Caroline Wozniacká Naomi Ósakaová             |
| 9. ledna            | Apia International Sydney Sydney, Austrálie WTA Premier 776 000 $ – tvrdý – 30S/48Q/16D dvouhra • čtyřhra       | Johanna Kontaová 6–4, 6–2                               | Agnieszka Radwańská                    | Eugenie Bouchardová Barbora Strýcová          | Darja Kasatkinová Anastasija Pavljučenkovová Caroline Wozniacká Tuan Jing-jing    |
| 9. ledna            | Apia International Sydney Sydney, Austrálie WTA Premier 776 000 $ – tvrdý – 30S/48Q/16D dvouhra • čtyřhra       | Tímea Babosová Anastasija Pavljučenkovová 6–4, 6–4      | Sania Mirzaová Barbora Strýcová        | Eugenie Bouchardová Barbora Strýcová          | Darja Kasatkinová Anastasija Pavljučenkovová Caroline Wozniacká Tuan Jing-jing    |
| 9. ledna            | Hobart International Hobart, Austrálie WTA International 250 000 $ – tvrdý – 32S/32Q/16D dvouhra • čtyřhra      | Elise Mertensová 6–3, 6–1                               | Monica Niculescuová                    | Jana Fettová Lesja Curenková                  | Kiki Bertensová Verónica Cepedeová Roygová Risa Ozakiová Shelby Rogersová         |
| 9. ledna            | Hobart International Hobart, Austrálie WTA International 250 000 $ – tvrdý – 32S/32Q/16D dvouhra • čtyřhra      | Ioana Raluca Olaruová Olga Savčuková 0–6, 6–4, [10–5]   | Gabriela Dabrowská Jang Čao-süan       | Jana Fettová Lesja Curenková                  | Kiki Bertensová Verónica Cepedeová Roygová Risa Ozakiová Shelby Rogersová         |
| 16. ledna 23. ledna | Australian Open Melbourne, Austrálie Grand Slam 14 835 728 $ – tvrdý 128S/96Q/64D/32X dvouhra • čtyřhra • mix   | Serena Williamsová 6–4, 6–4                             | Venus Williamsová                      | Coco Vandewegheová Mirjana Lučićová Baroniová | Garbiñe Muguruzaová Anastasija Pavljučenkovová Karolína Plíšková Johanna Kontaová |
| 16. ledna 23. ledna | Australian Open Melbourne, Austrálie Grand Slam 14 835 728 $ – tvrdý 128S/96Q/64D/32X dvouhra • čtyřhra • mix   | Bethanie Mattek-Sands Lucie Šafářová 6–7(4–7), 6–3, 6–3 | Andrea Hlaváčková Pcheng Šuaj          | Coco Vandewegheová Mirjana Lučićová Baroniová | Garbiñe Muguruzaová Anastasija Pavljučenkovová Karolína Plíšková Johanna Kontaová |
| 16. ledna 23. ledna | Australian Open Melbourne, Austrálie Grand Slam 14 835 728 $ – tvrdý 128S/96Q/64D/32X dvouhra • čtyřhra • mix   | Abigail Spearsová Juan Sebastián Cabal 6–2, 6–4         | Sania Mirzaová Ivan Dodig              | Coco Vandewegheová Mirjana Lučićová Baroniová | Garbiñe Muguruzaová Anastasija Pavljučenkovová Karolína Plíšková Johanna Kontaová |
| 30. ledna           | St. Petersburg Ladies Trophy Petrohrad, Rusko WTA Premier 776 000 $ – tvrdý (h) – 28S/32Q/16D dvouhra • čtyřhra | Kristina Mladenovicová 6–2, 6–7(3–7), 6–4               | Julia Putincevová                      | Natalja Vichljancevová Dominika Cibulková     | Simona Halepová Roberta Vinciová Světlana Kuzněcovová Jelena Vesninová            |
| 30. ledna           | St. Petersburg Ladies Trophy Petrohrad, Rusko WTA Premier 776 000 $ – tvrdý (h) – 28S/32Q/16D dvouhra • čtyřhra | Jeļena Ostapenková Alicja Rosolská 3–6, 6–2, [10–5]     | Darija Juraková Xenia Knollová         | Natalja Vichljancevová Dominika Cibulková     | Simona Halepová Roberta Vinciová Světlana Kuzněcovová Jelena Vesninová            |
| 30. ledna           | Taiwan Open Tchaj-pej, Tchaj-wan WTA International 250 000 $ – tvrdý – 32S/24Q/16D dvouhra • čtyřhra            | Elina Svitolinová 6–3, 6–2                              | Pcheng Šuaj                            | Mandy Minellaová Lucie Šafářová               | Ons Džabúrová Ču Lin Misaki Doiová Samantha Stosurová                             |
| 30. ledna           | Taiwan Open Tchaj-pej, Tchaj-wan WTA International 250 000 $ – tvrdý – 32S/24Q/16D dvouhra • čtyřhra            | Čan Chao-čching Čan Jung-žan 6–4, 6–2                   | Lucie Hradecká Kateřina Siniaková      | Mandy Minellaová Lucie Šafářová               | Ons Džabúrová Ču Lin Misaki Doiová Samantha Stosurová                             |

### Únor
| Týden od  | Turnaj | Vítězky                                                         | Finalistky                                           | Semifinalistky                                 | Čtvrtfinalistky                                                             |
| --------- | --- | --------------------------------------------------------------- | ---------------------------------------------------- | ---------------------------------------------- | --------------------------------------------------------------------------- |
| 6. února  | Fed Cup, čtvrtfinále Ostrava, Česko – tvrdý (h) Maui, Spojené státy – tvrdý Minsk, Bělorusko – tvrdý (h) Ženeva, Švýcarsko – tvrdý (h) | Vítězky Česko 3–2 Spojené státy 4–0 Bělorusko 4–1 Švýcarsko 4–1 | Poražené Španělsko Německo Nizozemsko Francie        |                                                |                                                                             |
| 13. února | Qatar Total Open Dauhá, Katar WTA Premier 776 000 $ – tvrdý – 28S/32Q/16D dvouhra • čtyřhra                                            | Karolína Plíšková 6–3, 6–4                                      | Caroline Wozniacká                                   | Mónica Puigová Dominika Cibulková              | Darja Kasatkinová Lauren Davisová Samantha Stosurová Čang Šuaj              |
| 13. února | Qatar Total Open Dauhá, Katar WTA Premier 776 000 $ – tvrdý – 28S/32Q/16D dvouhra • čtyřhra                                            | Abigail Spearsová Katarina Srebotniková 6–3, 7–6(9–7)           | Olga Savčuková Jaroslava Švedovová                   | Mónica Puigová Dominika Cibulková              | Darja Kasatkinová Lauren Davisová Samantha Stosurová Čang Šuaj              |
| 20. února | Dubai Duty Free Tennis Championships Dubaj, SAE WTA Premier 5 2 666 000 $ – tvrdý – 56S/32Q/28D dvouhra • čtyřhra                      | Elina Svitolinová 6–4, 6–2                                      | Caroline Wozniacká                                   | Angelique Kerberová Anastasija Sevastovová     | Ana Konjuhová Lauren Davisová Catherine Bellisová Wang Čchiang              |
| 20. února | Dubai Duty Free Tennis Championships Dubaj, SAE WTA Premier 5 2 666 000 $ – tvrdý – 56S/32Q/28D dvouhra • čtyřhra                      | Jekatěrina Makarovová Jelena Vesninová 6–2, 4–6, [10–7]         | Andrea Hlaváčková Pcheng Šuaj                        | Angelique Kerberová Anastasija Sevastovová     | Ana Konjuhová Lauren Davisová Catherine Bellisová Wang Čchiang              |
| 20. února | Hungarian Ladies Open Budapešť, Maďarsko WTA International 250 000 $ – tvrdý (h) – 32S/24Q/16D dvouhra • čtyřhra                       | Tímea Babosová 6–7(4–7), 6–4, 6–3                               | Lucie Šafářová                                       | Julia Görgesová Carina Witthöftová             | Océane Dodinová Yanina Wickmayerová Annika Becková Aljaksandra Sasnovičová  |
| 20. února | Hungarian Ladies Open Budapešť, Maďarsko WTA International 250 000 $ – tvrdý (h) – 32S/24Q/16D dvouhra • čtyřhra                       | Sie Šu-wej Oxana Kalašnikovová 6–3, 4–6, [10–4]                 | Arina Rodionovová Galina Voskobojevová               | Julia Görgesová Carina Witthöftová             | Océane Dodinová Yanina Wickmayerová Annika Becková Aljaksandra Sasnovičová  |
| 27. února | Abierto Mexicano Telcel Acapulco, Mexiko WTA International 250 000 $ – tvrdý – 32S/24Q/16D dvouhra • čtyřhra                           | Lesja Curenková 6–1, 7–5                                        | Kristina Mladenovicová                               | Mirjana Lučićová Baroniová Christina McHaleová | Pauline Parmentierová Jeļena Ostapenková Mónica Puigová Kirsten Flipkensová |
| 27. února | Abierto Mexicano Telcel Acapulco, Mexiko WTA International 250 000 $ – tvrdý – 32S/24Q/16D dvouhra • čtyřhra                           | Darija Juraková Anastasia Rodionovová 6–3, 6–2                  | Verónica Cepedeová Roygová Mariana Duqueová Mariñová | Mirjana Lučićová Baroniová Christina McHaleová | Pauline Parmentierová Jeļena Ostapenková Mónica Puigová Kirsten Flipkensová |
| 27. února | Malaysian Open Kuala Lumpur, Malajsie WTA International 250 000 $ – tvrdý – 32S/24Q/16D dvouhra • čtyřhra                              | Ashleigh Bartyová 6–3, 6–2                                      | Nao Hibinová                                         | Magda Linetteová Chan Sin-jün                  | Lesley Kerkhoveová Tuan Jing-jing Wang Čchiang Čang Kchaj-lin               |
| 27. února | Malaysian Open Kuala Lumpur, Malajsie WTA International 250 000 $ – tvrdý – 32S/24Q/16D dvouhra • čtyřhra                              | Ashleigh Bartyová Casey Dellacquová 7–6(7–5), 6–3               | Nicole Melicharová Makoto Ninomijová                 | Magda Linetteová Chan Sin-jün                  | Lesley Kerkhoveová Tuan Jing-jing Wang Čchiang Čang Kchaj-lin               |

### Březen
| Týden od              | Turnaj | Vítězky                                      | Finalistky                        | Semifinalistky                           | Čtvrtfinalistky                                                                     |
| --------------------- | --- | -------------------------------------------- | --------------------------------- | ---------------------------------------- | ----------------------------------------------------------------------------------- |
| 6. března 13. března  | BNP Paribas Open Indian Wells, Spojené státy WTA Premier Mandatory 7 669 423 $ – tvrdý – 96S/48Q/32D dvouhra • čtyřhra | Jelena Vesninová 6–7(6–8), 7–5, 6–4          | Světlana Kuzněcovová              | Karolína Plíšková Kristina Mladenovicová | Garbiñe Muguruzaová Anastasija Pavljučenkovová Caroline Wozniacká Venus Williamsová |
| 6. března 13. března  | BNP Paribas Open Indian Wells, Spojené státy WTA Premier Mandatory 7 669 423 $ – tvrdý – 96S/48Q/32D dvouhra • čtyřhra | Čan Jung-žan Martina Hingisová 7–6(7–4), 6–2 | Lucie Hradecká Kateřina Siniaková | Karolína Plíšková Kristina Mladenovicová | Garbiñe Muguruzaová Anastasija Pavljučenkovová Caroline Wozniacká Venus Williamsová |
| 20. března 27. března | Miami Open Miami, Spojené státy WTA Premier Mandatory 7 669 423 $ – tvrdý – 96S/48Q/32D dvouhra • čtyřhra              | Johanna Kontaová 6–4, 6–3                    | Caroline Wozniacká                | Venus Williamsová Karolína Plíšková      | Angelique Kerberová Simona Halepová Lucie Šafářová Mirjana Lučićová Baroniová       |
| 20. března 27. března | Miami Open Miami, Spojené státy WTA Premier Mandatory 7 669 423 $ – tvrdý – 96S/48Q/32D dvouhra • čtyřhra              | Gabriela Dabrowská Sü I-fan 6–4, 6–3         | Sania Mirzaová Barbora Strýcová   | Venus Williamsová Karolína Plíšková      | Angelique Kerberová Simona Halepová Lucie Šafářová Mirjana Lučićová Baroniová       |

### Duben
| Týden od  | Turnaj | Vítězky                                                  | Finalistky                                  | Semifinalistky                                | Čtvrtfinalistky                                                                       |
| --------- | --- | -------------------------------------------------------- | ------------------------------------------- | --------------------------------------------- | ------------------------------------------------------------------------------------- |
| 3. dubna  | Volvo Car Open Charleston, Spojené státy WTA Premier $776 000 – antuka (zelená) – 56S/32Q/16D dvouhra • čtyřhra | Darja Kasatkinová 6–3, 6–1                               | Jeļena Ostapenková                          | Mirjana Lučićová Baroniová Laura Siegemundová | Shelby Rogersová Caroline Wozniacká Anastasija Sevastovová Irina-Camelia Beguová      |
| 3. dubna  | Volvo Car Open Charleston, Spojené státy WTA Premier $776 000 – antuka (zelená) – 56S/32Q/16D dvouhra • čtyřhra | Bethanie Mattek-Sandsová Lucie Šafářová 6–1, 4–6, [10–7] | Lucie Hradecká Kateřina Siniaková           | Mirjana Lučićová Baroniová Laura Siegemundová | Shelby Rogersová Caroline Wozniacká Anastasija Sevastovová Irina-Camelia Beguová      |
| 3. dubna  | Monterrey Open Monterrey, Mexiko WTA International 250 000 $ – tvrdý – 32S/32Q/16D dvouhra • čtyřhra            | Anastasija Pavljučenkovová 6–4, 2–6, 6–1                 | Angelique Kerberová                         | Carla Suárezová Navarrová Caroline Garciaová  | Heather Watsonová Alizé Cornetová Julia Boserupová Tímea Babosová                     |
| 3. dubna  | Monterrey Open Monterrey, Mexiko WTA International 250 000 $ – tvrdý – 32S/32Q/16D dvouhra • čtyřhra            | Nao Hibinová Alicja Rosolská 6–2, 7–6(7–4)               | Dalila Jakupovićová Nadija Kičenoková       | Carla Suárezová Navarrová Caroline Garciaová  | Heather Watsonová Alizé Cornetová Julia Boserupová Tímea Babosová                     |
| 10. dubna | Ladies Open Biel Bienne Biel, Švýcarsko WTA International 250 000 $ – tvrdý (h) – 32S/32Q/16D dvouhra • čtyřhra | Markéta Vondroušová 6–4, 7–6(8–6)                        | Anett Kontaveitová                          | Barbora Strýcová Aljaksandra Sasnovičová      | Julia Görgesová Kristýna Plíšková Elise Mertensová Camila Giorgiová                   |
| 10. dubna | Ladies Open Biel Bienne Biel, Švýcarsko WTA International 250 000 $ – tvrdý (h) – 32S/32Q/16D dvouhra • čtyřhra | Sie Šu-wej Monica Niculescuová 5–7, 6–3, [10–7]          | Timea Bacsinszká Martina Hingisová          | Barbora Strýcová Aljaksandra Sasnovičová      | Julia Görgesová Kristýna Plíšková Elise Mertensová Camila Giorgiová                   |
| 10. dubna | Claro Open Colsanitas Bogotá, Kolumbie WTA International $250 000 – antuka – 32S/24Q/16D dvouhra • čtyřhra      | Francesca Schiavoneová 6–4, 7–5                          | Lara Arruabarrenová                         | Johanna Larssonová Sara Sorribesová Tormová   | Kiki Bertensová Sara Erraniová Aleksandra Krunićová Magda Linetteová                  |
| 10. dubna | Claro Open Colsanitas Bogotá, Kolumbie WTA International $250 000 – antuka – 32S/24Q/16D dvouhra • čtyřhra      | Beatriz Haddad Maiová Nadia Podoroská 6–3, 7–6(7–4)      | Verónica Cepedeová Roygová Magda Linetteová | Johanna Larssonová Sara Sorribesová Tormová   | Kiki Bertensová Sara Erraniová Aleksandra Krunićová Magda Linetteová                  |
| 17. dubna | Fed Cup, semifinále Tampa, Spojené státy – antuka Minsk, Bělorusko – tvrdý (h)                                  | Vítězky Spojené státy 3–2 Bělorusko 3–2                  | Poražené Česko Švýcarsko                    |                                               |                                                                                       |
| 24. dubna | Porsche Tennis Grand Prix Stuttgart, Německo WTA Premier 776 000 $ – antuka (h) – 28S/32Q/16D dvouhra • čtyřhra | Laura Siegemundová 6–1, 2–6, 7–6(7–5)                    | Kristina Mladenovicová                      | Maria Šarapovová Simona Halepová              | Carla Suárezová Navarrová Anett Kontaveitová Anastasija Sevastovová Karolína Plíšková |
| 24. dubna | Porsche Tennis Grand Prix Stuttgart, Německo WTA Premier 776 000 $ – antuka (h) – 28S/32Q/16D dvouhra • čtyřhra | Raquel Atawová Jeļena Ostapenková 6–4, 6–4               | Abigail Spearsová Katarina Srebotniková     | Maria Šarapovová Simona Halepová              | Carla Suárezová Navarrová Anett Kontaveitová Anastasija Sevastovová Karolína Plíšková |
| 24. dubna | İstanbul Cup Istanbul, Turecko WTA International 250 000 $ – antuka – 32S/24Q/16D dvouhra • čtyřhra             | Elina Svitolinová 6–2, 6–4                               | Elise Mertensová                            | Jana Čepelová Irina-Camelia Beguová           | Sorana Cîrsteaová Dajana Jastremská Başak Eraydınová Çağla Büyükakçay                 |
| 24. dubna | İstanbul Cup Istanbul, Turecko WTA International 250 000 $ – antuka – 32S/24Q/16D dvouhra • čtyřhra             | Dalila Jakupovićová Nadija Kičenoková 7–6(8–6), 6–2      | Nicole Melicharová Elise Mertensová         | Jana Čepelová Irina-Camelia Beguová           | Sorana Cîrsteaová Dajana Jastremská Başak Eraydınová Çağla Büyükakçay                 |

### Květen
| Týden od             | Turnaj | Vítězky                                               | Finalistky                             | Semifinalistky                              | Čtvrtfinalistky                                                                |
| -------------------- | --- | ----------------------------------------------------- | -------------------------------------- | ------------------------------------------- | ------------------------------------------------------------------------------ |
| 1. května            | J&T Banka Prague Open Praha, Česko WTA International 250 000 $ – antuka – 32S/32Q/16D dvouhra • čtyřhra                     | Mona Barthelová 2–6, 7–5, 6–2                         | Kristýna Plíšková                      | Barbora Strýcová Jeļena Ostapenková         | Camila Giorgiová Kateřina Siniaková Beatriz Haddad Maiová Ana Konjuhová        |
| 1. května            | J&T Banka Prague Open Praha, Česko WTA International 250 000 $ – antuka – 32S/32Q/16D dvouhra • čtyřhra                     | Anna-Lena Grönefeldová Květa Peschkeová 6–4, 7–6(7–3) | Lucie Hradecká Kateřina Siniaková      | Barbora Strýcová Jeļena Ostapenková         | Camila Giorgiová Kateřina Siniaková Beatriz Haddad Maiová Ana Konjuhová        |
| 1. května            | Grand Prix SAR La Princesse Lalla Meryem Rabat, Maroko WTA International 250 000 $ – antuka – 32S/32Q/16D dvouhra • čtyřhra | Anastasija Pavljučenkovová 7–5, 7–5                   | Francesca Schiavoneová                 | Sara Erraniová Varvara Lepčenková           | Lauren Davisová Darja Gavrilovová Tatjana Mariová Catherine Bellisová          |
| 1. května            | Grand Prix SAR La Princesse Lalla Meryem Rabat, Maroko WTA International 250 000 $ – antuka – 32S/32Q/16D dvouhra • čtyřhra | Tímea Babosová Andrea Hlaváčková 2–6, 6–3, [10–5]     | Nina Stojanovićová Maryna Zanevská     | Sara Erraniová Varvara Lepčenková           | Lauren Davisová Darja Gavrilovová Tatjana Mariová Catherine Bellisová          |
| 8. května            | Madrid, Španělsko WTA Premier Mandatory 5 924 318 € – antuka – 64S/32Q/28D dvouhra • čtyřhra                                | Simona Halepová 7–5, 6–7(5–7), 6–2                    | Kristina Mladenovicová                 | Světlana Kuzněcovová Anastasija Sevastovová | Eugenie Bouchardová Sorana Cîrsteaová Coco Vandewegheová Kiki Bertensová       |
| 8. května            | Madrid, Španělsko WTA Premier Mandatory 5 924 318 € – antuka – 64S/32Q/28D dvouhra • čtyřhra                                | Čan Jung-žan Martina Hingisová 6–4, 6–3               | Tímea Babosová Andrea Hlaváčková       | Světlana Kuzněcovová Anastasija Sevastovová | Eugenie Bouchardová Sorana Cîrsteaová Coco Vandewegheová Kiki Bertensová       |
| 15. května           | IInternazionali BNL d'Italia Řím, Itálie WTA Premier 5 3 076 495 € – antuka – 56S/32Q/28D dvouhra • čtyřhra                 | Elina Svitolinová 4–6, 7–5, 6–1                       | Simona Halepová                        | Kiki Bertensová Garbiñe Muguruzaová         | Anett Kontaveitová Darja Gavrilovová Venus Williamsová Karolína Plíšková       |
| 15. května           | IInternazionali BNL d'Italia Řím, Itálie WTA Premier 5 3 076 495 € – antuka – 56S/32Q/28D dvouhra • čtyřhra                 | Čan Jung-žan Martina Hingisová 7–5, 7–6(7–4)          | Jekatěrina Makarovová Jelena Vesninová | Kiki Bertensová Garbiñe Muguruzaová         | Anett Kontaveitová Darja Gavrilovová Venus Williamsová Karolína Plíšková       |
| 22. května           | Internationaux de Strasbourg Štrasburk, Francie WTA International 250 000 $ – antuka – 32S/32Q/16D dvouhra • čtyřhra        | Samantha Stosurová 5–7, 6–4, 6–3                      | Darja Gavrilovová                      | Pcheng Šuaj Caroline Garciaová              | Shelby Rogersová Carla Suárezová Navarrová Kristýna Plíšková Ashleigh Bartyová |
| 22. května           | Internationaux de Strasbourg Štrasburk, Francie WTA International 250 000 $ – antuka – 32S/32Q/16D dvouhra • čtyřhra        | Ashleigh Bartyová Casey Dellacquová 6–4, 6–2          | Čan Chao-čching Čan Jung-žan           | Pcheng Šuaj Caroline Garciaová              | Shelby Rogersová Carla Suárezová Navarrová Kristýna Plíšková Ashleigh Bartyová |
| 22. května           | Nürnberger Versicherungscup Norimberk, Německo WTA International 250 000 $ – antuka – 32S/24Q/16D dvouhra • čtyřhra         | Kiki Bertensová 6–2, 6–1                              | Barbora Krejčíková                     | Misaki Doiová Sorana Cîrsteaová             | Alison Riskeová Jaroslava Švedovová Carina Witthöftová Julia Putincevová       |
| 22. května           | Nürnberger Versicherungscup Norimberk, Německo WTA International 250 000 $ – antuka – 32S/24Q/16D dvouhra • čtyřhra         | Nicole Melicharová Anna Smithová 3–6, 6–3, [11–9]     | Kirsten Flipkensová Johanna Larssonová | Misaki Doiová Sorana Cîrsteaová             | Alison Riskeová Jaroslava Švedovová Carina Witthöftová Julia Putincevová       |
| 28. května 5. června | French Open Paříž, Francie Grand Slam 16 566 000 € – antuka 128S/96Q/64D/32X dvouhra • čtyřhra • mix                        | Jeļena Ostapenková 4–6, 6–4, 6–3                      | Simona Halepová                        | Timea Bacsinszká Karolína Plíšková          | Caroline Wozniacká Kristina Mladenovicová Elina Svitolinová Caroline Garciaová |
| 28. května 5. června | French Open Paříž, Francie Grand Slam 16 566 000 € – antuka 128S/96Q/64D/32X dvouhra • čtyřhra • mix                        | Bethanie Matteková-Sandsová Lucie Šafářová 6–2, 6–1   | Ashleigh Bartyová Casey Dellacquová    | Timea Bacsinszká Karolína Plíšková          | Caroline Wozniacká Kristina Mladenovicová Elina Svitolinová Caroline Garciaová |
| 28. května 5. června | French Open Paříž, Francie Grand Slam 16 566 000 € – antuka 128S/96Q/64D/32X dvouhra • čtyřhra • mix                        | Gabriela Dabrowská Rohan Bopanna 2–6, 6–2, [12–10]    | Anna-Lena Grönefeldová Robert Farah    | Timea Bacsinszká Karolína Plíšková          | Caroline Wozniacká Kristina Mladenovicová Elina Svitolinová Caroline Garciaová |

### Červen
| Týden od   | Turnaj | Vítězky                                                 | Finalistky                                | Semifinalistky                         | Čtvrtfinalistky                                                              |
| ---------- | --- | ------------------------------------------------------- | ----------------------------------------- | -------------------------------------- | ---------------------------------------------------------------------------- |
| 12. června | AEGON Open Nottingham Nottingham, Velká Británie WTA International 250 000 $ – tráva – 32S/32Q/16D dvouhra • čtyřhra    | Donna Vekićová 2–6, 7–6(7–3), 7–5                       | Johanna Kontaová                          | Magdaléna Rybáriková Lucie Šafářová    | Ashleigh Bartyová Kristie Ahnová Cvetana Pironkovová Maria Sakkariová        |
| 12. června | AEGON Open Nottingham Nottingham, Velká Británie WTA International 250 000 $ – tráva – 32S/32Q/16D dvouhra • čtyřhra    | Monique Adamczaková Storm Sandersová 6–4, 4–6, [10–4]   | Jocelyn Raeová Laura Robsonová            | Magdaléna Rybáriková Lucie Šafářová    | Ashleigh Bartyová Kristie Ahnová Cvetana Pironkovová Maria Sakkariová        |
| 12. června | Ricoh Open 's-Hertogenbosch, Nizozemsko WTA International 250 000 $ – tráva – 32S/24Q/16D dvouhra • čtyřhra             | Anett Kontaveitová 6–2, 6–3                             | Natalja Vichljancevová                    | Ana Konjuhová Lesja Curenková          | Jevgenija Rodinová Arantxa Rusová Carina Witthöftová Kristina Mladenovicová  |
| 12. června | Ricoh Open 's-Hertogenbosch, Nizozemsko WTA International 250 000 $ – tráva – 32S/24Q/16D dvouhra • čtyřhra             | Dominika Cibulková Kirsten Flipkensová 4–6, 6–4, [10–6] | Kiki Bertensová Demi Schuursová           | Ana Konjuhová Lesja Curenková          | Jevgenija Rodinová Arantxa Rusová Carina Witthöftová Kristina Mladenovicová  |
| 19. června | AEGON Classic Birmingham Birmingham, Velká Británie WTA Premier 885 040 $ – tráva – 56S/32Q/16D dvouhra • čtyřhra       | Petra Kvitová 4–6, 6–3, 6–2                             | Ashleigh Bartyová                         | Lucie Šafářová Garbiñe Muguruzaová     | Darja Gavrilovová Kristina Mladenovicová Coco Vandewegheová Camila Giorgiová |
| 19. června | AEGON Classic Birmingham Birmingham, Velká Británie WTA Premier 885 040 $ – tráva – 56S/32Q/16D dvouhra • čtyřhra       | Ashleigh Bartyová Casey Dellacquová 6-1, 2–6, [10–8]    | Čan Chao-čching Čang Šuaj                 | Lucie Šafářová Garbiñe Muguruzaová     | Darja Gavrilovová Kristina Mladenovicová Coco Vandewegheová Camila Giorgiová |
| 19. června | Mallorca Open Mallorca, Španělsko WTA International 250 000 $ – tráva – 32S/32Q/16D dvouhra • čtyřhra                   | Anastasija Sevastovová 6–4, 3–6, 6–3                    | Julia Görgesová                           | Catherine Bellisová Caroline Garciaová | Sabine Lisická Kristýna Plíšková Roberta Vinciová Ana Konjuhová              |
| 19. června | Mallorca Open Mallorca, Španělsko WTA International 250 000 $ – tráva – 32S/32Q/16D dvouhra • čtyřhra                   | Čan Jung-žan Martina Hingisová bez boje                 | Jelena Jankovićová Anastasija Sevastovová | Catherine Bellisová Caroline Garciaová | Sabine Lisická Kristýna Plíšková Roberta Vinciová Ana Konjuhová              |
| 26. června | AEGON Eastbourne International Eastbourne, Velká Británie WTA Premier 819 000 $ – tráva – 48S/32Q/16D dvouhra • čtyřhra | Karolína Plíšková 6–4, 6–4                              | Caroline Wozniacká                        | Johanna Kontaová Heather Watsonová     | Angelique Kerberová Světlana Kuzněcovová Barbora Strýcová Simona Halepová    |
| 26. června | AEGON Eastbourne International Eastbourne, Velká Británie WTA Premier 819 000 $ – tráva – 48S/32Q/16D dvouhra • čtyřhra | Čan Jung-žan Martina Hingisová 6–3, 7–5                 | Ashleigh Bartyová Casey Dellacquová       | Johanna Kontaová Heather Watsonová     | Angelique Kerberová Světlana Kuzněcovová Barbora Strýcová Simona Halepová    |

### Červenec
| Týden od                 | Turnaj | Vítězky                                                  | Finalistky                              | Semifinalistky                             | Čtvrtfinalistky                                                                    |
| ------------------------ | --- | -------------------------------------------------------- | --------------------------------------- | ------------------------------------------ | ---------------------------------------------------------------------------------- |
| 3. července 10. července | Wimbledon Londýn, Velká Británie Grand Slam 14 814 000 £ – tráva 128S/96Q/64D/16Q/48X dvouhra • čtyřhra • mix     | Garbiñe Muguruzaová 7–5, 6–0                             | Venus Williamsová                       | Magdaléna Rybáriková Johanna Kontaová      | Světlana Kuzněcovová Coco Vandewegheová Jeļena Ostapenková Simona Halepová         |
| 3. července 10. července | Wimbledon Londýn, Velká Británie Grand Slam 14 814 000 £ – tráva 128S/96Q/64D/16Q/48X dvouhra • čtyřhra • mix     | Jekatěrina Makarovová Jelena Vesninová 6–0, 6–0          | Čan Chao-čching Monica Niculescuová     | Magdaléna Rybáriková Johanna Kontaová      | Světlana Kuzněcovová Coco Vandewegheová Jeļena Ostapenková Simona Halepová         |
| 3. července 10. července | Wimbledon Londýn, Velká Británie Grand Slam 14 814 000 £ – tráva 128S/96Q/64D/16Q/48X dvouhra • čtyřhra • mix     | Martina Hingisová Jamie Murray 6–4, 6–4                  | Heather Watsonová Henri Kontinen        | Magdaléna Rybáriková Johanna Kontaová      | Světlana Kuzněcovová Coco Vandewegheová Jeļena Ostapenková Simona Halepová         |
| 17. července             | Bucharest Open Bukurešť, Rumunsko WTA International 250 000 $ – antuka – 32S/32Q/16D dvouhra • čtyřhra            | Irina-Camelia Beguová 6–3, 7–5                           | Julia Görgesová                         | Ana Bogdanová Carla Suárezová Navarrová    | Anastasija Sevastovová Alexandra Dulgheruová Pauline Parmentierová Tatjana Mariová |
| 17. července             | Bucharest Open Bukurešť, Rumunsko WTA International 250 000 $ – antuka – 32S/32Q/16D dvouhra • čtyřhra            | Irina-Camelia Beguová Ioana Raluca Olaruová 6–3, 6–3     | Elise Mertensová Demi Schuursová        | Ana Bogdanová Carla Suárezová Navarrová    | Anastasija Sevastovová Alexandra Dulgheruová Pauline Parmentierová Tatjana Mariová |
| 17. července             | Ladies Championship Gstaad Gstaad, Švýcarsko WTA International 250 000 $ – antuka – 32S/24Q/16D dvouhra • čtyřhra | Kiki Bertensová 6–4, 3–6, 6–1                            | Anett Kontaveitová                      | Tereza Martincová Sara Sorribesová Tormová | Antonia Lottnerová Carina Witthöftová Tamara Korpatschová Johanna Larssonová       |
| 17. července             | Ladies Championship Gstaad Gstaad, Švýcarsko WTA International 250 000 $ – antuka – 32S/24Q/16D dvouhra • čtyřhra | Kiki Bertensová Johanna Larssonová 7–6(7–4), 4–6, [10–7] | Viktorija Golubicová Nina Stojanovićová | Tereza Martincová Sara Sorribesová Tormová | Antonia Lottnerová Carina Witthöftová Tamara Korpatschová Johanna Larssonová       |
| 24. července             | Erricsson Swedish Open Båstad, Švédsko WTA International 250 000 $ – antuka – 32S/24Q/16D dvouhra • čtyřhra       | Kateřina Siniaková 6–3, 6–4                              | Caroline Wozniacká                      | Elise Mertensová Caroline Garciaová        | Kateryna Kozlovová Aleksandra Krunićová Barbora Krejčíková Anastasija Sevastovová  |
| 24. července             | Erricsson Swedish Open Båstad, Švédsko WTA International 250 000 $ – antuka – 32S/24Q/16D dvouhra • čtyřhra       | Quirine Lemoineová Arantxa Rusová 3–6, 6–3, [10–8]       | María Irigoyenová Barbora Krejčíková    | Elise Mertensová Caroline Garciaová        | Kateryna Kozlovová Aleksandra Krunićová Barbora Krejčíková Anastasija Sevastovová  |
| 24. července             | Jiangxi Open Nan-čchang, ČLR WTA International 250 000 $ – tvrdý – 32S/24Q/16D dvouhra • čtyřhra                  | Pcheng Šuaj 6–3, 6–2                                     | Nao Hibinová                            | Wang Ja-fan Chan Sin-jün                   | Sie Šu-wej Lu Ťing-ťing Arina Rodionovová Ču Lin                                   |
| 24. července             | Jiangxi Open Nan-čchang, ČLR WTA International 250 000 $ – tvrdý – 32S/24Q/16D dvouhra • čtyřhra                  | Ťiang Sin-jü Tchang Čchien-chuej 6–3, 6–2                | Alla Kudrjavcevová Arina Rodionovová    | Wang Ja-fan Chan Sin-jün                   | Sie Šu-wej Lu Ťing-ťing Arina Rodionovová Ču Lin                                   |
| 31. července             | Bank of the West Classic Stanford, Spojené státy WTA Premier 776 000 $ – tvrdý – 28S/16Q/16D dvouhra • čtyřhra    | Madison Keysová 7–6 (7–4), 6–4                           | Coco Vandewegheová                      | Garbiñe Muguruzaová Catherine Bellisová    | Ana Konjuhová Lesja Curenková Anastasija Pavljučenkovová Petra Kvitová             |
| 31. července             | Bank of the West Classic Stanford, Spojené státy WTA Premier 776 000 $ – tvrdý – 28S/16Q/16D dvouhra • čtyřhra    | Abigail Spearsová Coco Vandewegheová 6–2, 6–3            | Alizé Cornetová Alicja Rosolská         | Garbiñe Muguruzaová Catherine Bellisová    | Ana Konjuhová Lesja Curenková Anastasija Pavljučenkovová Petra Kvitová             |
| 31. července             | Citi Open Washington, D.C., Spojené státy WTA International 250 000 $ – tvrdý – 32S/16Q/16D dvouhra • čtyřhra     | Jekatěrina Makarovová 3–6, 7–6(7–2), 6–0                 | Julia Görgesová                         | Océane Dodinová Andrea Petkovicová         | Simona Halepová Sabine Lisická Monica Niculescuová Bianca Andreescuová             |
| 31. července             | Citi Open Washington, D.C., Spojené státy WTA International 250 000 $ – tvrdý – 32S/16Q/16D dvouhra • čtyřhra     | Šúko Aojamová Renata Voráčová 6–3, 6–2                   | Eugenie Bouchardová Sloane Stephensová  | Océane Dodinová Andrea Petkovicová         | Simona Halepová Sabine Lisická Monica Niculescuová Bianca Andreescuová             |

### Srpen
| Týden od          | Turnaj | Vítězky                                         | Finalistky                              | Semifinalistky                       | Čtvrtfinalistky                                                          |
| ----------------- | --- | ----------------------------------------------- | --------------------------------------- | ------------------------------------ | ------------------------------------------------------------------------ |
| 7. srpna          | Rogers Cup Toronto, Kanada WTA Premier 5 2 804 000 $ – tvrdý – 56S/24Q/24D dvouhra • čtyřhra                        | Elina Svitolinová 6–4, 6–0                      | Caroline Wozniacká                      | Sloane Stephensová Simona Halepová   | Karolína Plíšková Lucie Šafářová Garbiñe Muguruzaová Caroline Garciaová  |
| 7. srpna          | Rogers Cup Toronto, Kanada WTA Premier 5 2 804 000 $ – tvrdý – 56S/24Q/24D dvouhra • čtyřhra                        | Jekatěrina Makarovová Jelena Vesninová 6–0, 6–4 | Anna-Lena Grönefeldová Květa Peschkeová | Sloane Stephensová Simona Halepová   | Karolína Plíšková Lucie Šafářová Garbiñe Muguruzaová Caroline Garciaová  |
| 14. srpna         | Western & Southern Open Cincinnati, Spojené státy WTA Premier 5 2 804 000 $ – tvrdý – 56S/28Q/24D dvouhra • čtyřhra | Garbiñe Muguruzaová 6–1, 6–0                    | Simona Halepová                         | Karolína Plíšková Sloane Stephensová | Caroline Wozniacká Světlana Kuzněcovová Julia Görgesová Johanna Kontaová |
| 14. srpna         | Western & Southern Open Cincinnati, Spojené státy WTA Premier 5 2 804 000 $ – tvrdý – 56S/28Q/24D dvouhra • čtyřhra | Čan Jung-žan Martina Hingisová 4–6, 6–4, [10–7] | Sie Šu-wej Monica Niculescuová          | Karolína Plíšková Sloane Stephensová | Caroline Wozniacká Světlana Kuzněcovová Julia Görgesová Johanna Kontaová |
| 21. srpna         | Connecticut Open New Haven, Spojené státy WTA Premier 761 000 $ – tvrdý – 30S/48Q/16D dvouhra • čtyřhra             | Darja Gavrilovová 4–6, 6–3, 6–4                 | Dominika Cibulková                      | Agnieszka Radwańská Elise Mertensová | Pcheng Šuaj Kirsten Flipkensová Čang Šuaj Anastasija Pavljučenkovová     |
| 21. srpna         | Connecticut Open New Haven, Spojené státy WTA Premier 761 000 $ – tvrdý – 30S/48Q/16D dvouhra • čtyřhra             | Gabriela Dabrowská Sü I-fan 3–6, 6–3, [10–8]    | Ashleigh Bartyová Casey Dellacquová     | Agnieszka Radwańská Elise Mertensová | Pcheng Šuaj Kirsten Flipkensová Čang Šuaj Anastasija Pavljučenkovová     |
| 28. srpna 4. září | US Open New York, Spojené státy Grand Slam $23 947 000 – tvrdý 128S/128Q/64D/32X dvouhra • čtyřhra • mix            | Sloane Stephensová 6–3, 6–0                     | Madison Keysová                         | Coco Vandewegheová Venus Williamsová | Karolína Plíšková Kaia Kanepiová Petra Kvitová Anastasija Sevastovová    |
| 28. srpna 4. září | US Open New York, Spojené státy Grand Slam $23 947 000 – tvrdý 128S/128Q/64D/32X dvouhra • čtyřhra • mix            | Čan Jung-žan Martina Hingisová 6–3, 6–2         | Lucie Hradecká Kateřina Siniaková       | Coco Vandewegheová Venus Williamsová | Karolína Plíšková Kaia Kanepiová Petra Kvitová Anastasija Sevastovová    |
| 28. srpna 4. září | US Open New York, Spojené státy Grand Slam $23 947 000 – tvrdý 128S/128Q/64D/32X dvouhra • čtyřhra • mix            | Martina Hingisová Jamie Murray 6–1, 4–6, [10–8] | Čan Chao-čching Michael Venus           | Coco Vandewegheová Venus Williamsová | Karolína Plíšková Kaia Kanepiová Petra Kvitová Anastasija Sevastovová    |

### Září
| Týden od | Turnaj | Vítězky                                                      | Finalistky                              | Semifinalistky                          | Čtvrtfinalistky                                                                        |
| -------- | --- | ------------------------------------------------------------ | --------------------------------------- | --------------------------------------- | -------------------------------------------------------------------------------------- |
| 11. září | Coupe Banque Nationale Québec, Kanada WTA International 250 000 $ – tvrdý (h) – 32S/24Q/16D dvouhra • čtyřhra | Alison Van Uytvancková 5–7, 6–4, 6–1                         | Tímea Babosová                          | Lucie Šafářová Tatjana Mariová          | Lucie Hradecká Françoise Abandová Sachia Vickeryová Caroline Dolehideová               |
| 11. září | Coupe Banque Nationale Québec, Kanada WTA International 250 000 $ – tvrdý (h) – 32S/24Q/16D dvouhra • čtyřhra | Tímea Babosová Andrea Hlaváčková 6–3, 6–1                    | Bianca Andreescuová Carson Branstineová | Lucie Šafářová Tatjana Mariová          | Lucie Hradecká Françoise Abandová Sachia Vickeryová Caroline Dolehideová               |
| 11. září | Japan Women's Open Tokio, Japonsko WTA International 250 000 $ – tvrdý – 32S/32Q/16D dvouhra • čtyřhra        | Zarina Dijasová 6–2, 7–5                                     | Miju Katová                             | Jana Fettová Christina McHaleová        | Wang Čchiang Aleksandra Krunićová Elise Mertensová Julia Putincevová                   |
| 11. září | Japan Women's Open Tokio, Japonsko WTA International 250 000 $ – tvrdý – 32S/32Q/16D dvouhra • čtyřhra        | Šúko Aojamová Jang Čao-süan 6–0, 2–6, [10–5]                 | Monique Adamczaková Storm Sandersová    | Jana Fettová Christina McHaleová        | Wang Čchiang Aleksandra Krunićová Elise Mertensová Julia Putincevová                   |
| 18. září | Toray Pan Pacific Open Tokio, Japonsko WTA Premier 1 000 000 $ – tvrdý – 28S/32Q/16D dvouhra • čtyřhra        | Caroline Wozniacká 6–0, 7–5                                  | Anastasija Pavljučenkovová              | Garbiñe Muguruzaová Angelique Kerberová | Caroline Garciaová Dominika Cibulková Barbora Strýcová Karolína Plíšková               |
| 18. září | Toray Pan Pacific Open Tokio, Japonsko WTA Premier 1 000 000 $ – tvrdý – 28S/32Q/16D dvouhra • čtyřhra        | Andreja Klepačová María José Martínezová Sánchezová 6–3, 6–2 | Darja Gavrilovová Darja Kasatkinová     | Garbiñe Muguruzaová Angelique Kerberová | Caroline Garciaová Dominika Cibulková Barbora Strýcová Karolína Plíšková               |
| 18. září | Korea Open Tennis Soul, Jižní Korea WTA International 250 000 $ – tvrdý – 32S/32Q/16D dvouhra • čtyřhra       | Jeļena Ostapenková 6–7(5–7), 6–1, 6–4                        | Beatriz Haddad Maiová                   | Luksika Kumkhumová Richèl Hogenkampová  | Verónica Cepedeová Roygová Sorana Cîrsteaová Sara Sorribesová Tormová Priscilla Honová |
| 18. září | Korea Open Tennis Soul, Jižní Korea WTA International 250 000 $ – tvrdý – 32S/32Q/16D dvouhra • čtyřhra       | Kiki Bertensová Johanna Larssonová 6–4, 6–1                  | Luksika Kumkhumová Peangtarn Plipuečová | Luksika Kumkhumová Richèl Hogenkampová  | Verónica Cepedeová Roygová Sorana Cîrsteaová Sara Sorribesová Tormová Priscilla Honová |
| 18. září | Guangzhou Open Kanton, ČLR WTA International 250 000 $ – tvrdý – 32S/24Q/16D dvouhra • čtyřhra                | Čang Šuaj 6–2, 3–6, 6–2                                      | Aleksandra Krunićová                    | Yanina Wickmayerová Jevgenija Rodinová  | Alizé Cornetová Rebecca Petersonová Lizette Cabrerová Kateryna Kozlovová               |
| 18. září | Guangzhou Open Kanton, ČLR WTA International 250 000 $ – tvrdý – 32S/24Q/16D dvouhra • čtyřhra                | Elise Mertensová Demi Schuursová 6–2, 6–3                    | Monique Adamczaková Storm Sandersová    | Yanina Wickmayerová Jevgenija Rodinová  | Alizé Cornetová Rebecca Petersonová Lizette Cabrerová Kateryna Kozlovová               |
| 25. září | Wuhan Open Wu-chan, ČLR WTA Premier 5 2 666 000$ – tvrdý – 56S/32Q/28D dvouhra • čtyřhra                      | Caroline Garciaová 6–7(3–7), 7–6(7–4), 6–2                   | Ashleigh Bartyová                       | Jeļena Ostapenková Maria Sakkariová     | Garbiñe Muguruzaová Karolína Plíšková Alizé Cornetová Jekatěrina Makarovová            |
| 25. září | Wuhan Open Wu-chan, ČLR WTA Premier 5 2 666 000$ – tvrdý – 56S/32Q/28D dvouhra • čtyřhra                      | Čan Jung-žan Martina Hingisová 7–6(7–5), 3–6, [10–4]         | Šúko Aojamová Jang Čao-süan             | Jeļena Ostapenková Maria Sakkariová     | Garbiñe Muguruzaová Karolína Plíšková Alizé Cornetová Jekatěrina Makarovová            |
| 25. září | Tashkent Open Taškent, Uzbekistán WTA International 250 000$ – tvrdý – 32S/16Q/16D dvouhra • čtyřhra          | Kateryna Bondarenková 6–4, 6–4                               | Tímea Babosová                          | Věra Zvonarevová Aryna Sabalenková      | Kurumi Narová Aleksandra Krunićová Kateryna Kozlovová Stefanie Vögeleová               |
| 25. září | Tashkent Open Taškent, Uzbekistán WTA International 250 000$ – tvrdý – 32S/16Q/16D dvouhra • čtyřhra          | Tímea Babosová Andrea Hlaváčková 7–5, 6–4                    | Nao Hibinová Oxana Kalašnikovová        | Věra Zvonarevová Aryna Sabalenková      | Kurumi Narová Aleksandra Krunićová Kateryna Kozlovová Stefanie Vögeleová               |

### Říjen
| Týden od  | Turnaj | Vítězky                                                     | Finalistky                              | Semifinalistky                               | Čtvrtfinalistky |
| --------- | --- | ----------------------------------------------------------- | --------------------------------------- | -------------------------------------------- | --- |
| 2. října  | China Open Peking, ČLR WTA Premier Mandatory 6 289 521 $ – tvrdý – 60S/32Q/28D dvouhra • čtyřhra                               | Caroline Garciaová 6–4, 7–6(7–3)                            | Simona Halepová                         | Petra Kvitová Jeļena Ostapenková             | Barbora Strýcová Elina Svitolinová Sorana Cîrsteaová Darja Kasatkinová |
| 2. října  | China Open Peking, ČLR WTA Premier Mandatory 6 289 521 $ – tvrdý – 60S/32Q/28D dvouhra • čtyřhra                               | Čan Jung-žan Martina Hingisová 6–1, 6–4                     | Tímea Babosová Andrea Hlaváčková        | Petra Kvitová Jeļena Ostapenková             | Barbora Strýcová Elina Svitolinová Sorana Cîrsteaová Darja Kasatkinová |
| 9. října  | Tianjin Open Tchien-ťin, ČLR WTA International 500 000 $ – tvrdý – 32S/32Q/16D dvouhra • čtyřhra                               | Maria Šarapovová 7–5, 7–6(10–8)                             | Aryna Sabalenková                       | Pcheng Šuaj Sara Erraniová                   | Stefanie Vögeleová Sara Sorribesová Tormová Christina McHaleová Ču Lin |
| 9. října  | Tianjin Open Tchien-ťin, ČLR WTA International 500 000 $ – tvrdý – 32S/32Q/16D dvouhra • čtyřhra                               | Irina-Camelia Beguová Sara Erraniová 6–4, 6–3               | Dalila Jakupovićová Nina Stojanovićová  | Pcheng Šuaj Sara Erraniová                   | Stefanie Vögeleová Sara Sorribesová Tormová Christina McHaleová Ču Lin |
| 9. října  | Hong Kong Open Hongkong WTA International 250 000 $ – tvrdý – 32S/24Q/16D dvouhra • čtyřhra                                    | Anastasija Pavljučenkovová 5–7, 6–3, 7–6(7–3)               | Darja Gavrilovová                       | Jennifer Bradyová Wang Čchiang               | Nicole Gibbsová Lizette Cabrerová Samantha Stosurová Naomi Ósakaová |
| 9. října  | Hong Kong Open Hongkong WTA International 250 000 $ – tvrdý – 32S/24Q/16D dvouhra • čtyřhra                                    | Čan Chao-čching Čan Jung-žan 6–1, 6–1                       | Lu Ťia-ťing Wang Čchiang                | Jennifer Bradyová Wang Čchiang               | Nicole Gibbsová Lizette Cabrerová Samantha Stosurová Naomi Ósakaová |
| 9. října  | Upper Austria Ladies Linz Linec, Rakousko WTA International 250 000 $ – tvrdý (h) – 32S/32Q/16D dvouhra • čtyřhra              | Barbora Strýcová 6–4, 6–1                                   | Magdaléna Rybáriková                    | Viktorija Golubicová Mihaela Buzărnescuová   | Sorana Cîrsteaová Johanna Larssonová Belinda Bencicová Tatjana Mariová |
| 9. října  | Upper Austria Ladies Linz Linec, Rakousko WTA International 250 000 $ – tvrdý (h) – 32S/32Q/16D dvouhra • čtyřhra              | Kiki Bertensová Johanna Larssonová 3–6, 6–3, [10–4]         | Natela Dzalamidzeová Xenia Knollová     | Viktorija Golubicová Mihaela Buzărnescuová   | Sorana Cîrsteaová Johanna Larssonová Belinda Bencicová Tatjana Mariová |
| 17. října | VTB Kremlin Cup by Bank of Moscow Moskva, Rusko WTA Premier 790 208 $ – tvrdý (h) – 28S/32Q/16D dvouhra • čtyřhra              | Julia Görgesová 6–1, 6–2                                    | Darja Kasatkinová                       | Irina-Camelia Beguová Natalja Vichljancevová | Aljaksandra Sasnovičová Věra Lapková Alizé Cornetová Lesja Curenková |
| 17. října | VTB Kremlin Cup by Bank of Moscow Moskva, Rusko WTA Premier 790 208 $ – tvrdý (h) – 28S/32Q/16D dvouhra • čtyřhra              | Tímea Babosová Andrea Hlaváčková 6–2, 3–6, [10–3]           | Nicole Melicharová Anna Smithová        | Irina-Camelia Beguová Natalja Vichljancevová | Aljaksandra Sasnovičová Věra Lapková Alizé Cornetová Lesja Curenková |
| 17. října | BGL BNP PARIBAS Luxembourg Open Lucemburk, Lucembursko WTA International 250 000 $ – tvrdý (h) – 32S/32Q/16D dvouhra • čtyřhra | Carina Witthöftová 6–3, 7–5                                 | Mónica Puigová                          | Elise Mertensová Pauline Parmentierová       | Naomi Broadyová Heather Watsonová Johanna Larssonová Kiki Bertensová |
| 17. října | BGL BNP PARIBAS Luxembourg Open Lucemburk, Lucembursko WTA International 250 000 $ – tvrdý (h) – 32S/32Q/16D dvouhra • čtyřhra | Lesley Kerkhoveová Lidzija Marozavová 6–7(4–7), 6–4, [10–6] | Eugenie Bouchardová Kirsten Flipkensová | Elise Mertensová Pauline Parmentierová       | Naomi Broadyová Heather Watsonová Johanna Larssonová Kiki Bertensová |
| 23. října | WTA Finals Singapur Tour Championships 7 000 000 $ – tvrdý (h) – 8S (ZS)/8D dvouhra • čtyřhra                                  | Caroline Wozniacká 6–4, 6–4                                 | Venus Williamsová                       | Karolína Plíšková Caroline Garciaová         | Červená skupina Elina Svitolinová Simona Halepová Bílá skupina Jeļena Ostapenková Garbiñe Muguruzaová                                                                        |
| 23. října | WTA Finals Singapur Tour Championships 7 000 000 $ – tvrdý (h) – 8S (ZS)/8D dvouhra • čtyřhra                                  | Tímea Babosová Andrea Hlaváčková 4–6, 6–4, [10–5]           | Kiki Bertensová Johanna Larssonová      | Karolína Plíšková Caroline Garciaová         | Červená skupina Elina Svitolinová Simona Halepová Bílá skupina Jeļena Ostapenková Garbiñe Muguruzaová                                                                        |
| 30. října | Hengqin Life WTA Elite Trophy Ču-chaj, ČLR Tour Championships 2 280 935 $ – tvrdý (h) – 12S (ZS) / 6D (ZS) dvouhra • čtyřhra   | Julia Görgesová 7–5, 6–1                                    | Coco Vandewegheová                      | Ashleigh Bartyová Anastasija Sevastovová     | Základní skupina Magdaléna Rybáriková Kristina Mladenovicová Pcheng Šuaj Jelena Vesninová Barbora Strýcová Sloane Stephensová Anastasija Pavljučenkovová Angelique Kerberová |
| 30. října | Hengqin Life WTA Elite Trophy Ču-chaj, ČLR Tour Championships 2 280 935 $ – tvrdý (h) – 12S (ZS) / 6D (ZS) dvouhra • čtyřhra   | Tuan Jing-jing Chan Sin-jün 6–2, 6–1                        | Lu Ťing-ťing Čang Šuaj                  | Ashleigh Bartyová Anastasija Sevastovová     | Základní skupina Magdaléna Rybáriková Kristina Mladenovicová Pcheng Šuaj Jelena Vesninová Barbora Strýcová Sloane Stephensová Anastasija Pavljučenkovová Angelique Kerberová |

### Listopad
| Týden od     | Turnaj                                       | Vítězky           | Finalistky | Semifinalistky | Čtvrtfinalistky |
| ------------ | -------------------------------------------- | ----------------- | ---------- | -------------- | --------------- |
| 6. listopadu | Fed Cup, finále Minsk, Bělorusko – tvrdý (h) | Spojené státy 3–2 | Bělorusko  |                |                 |

## Statistiky

### Tituly podle tenistek
|    |                                      | Grand Slam | Grand Slam | Grand Slam | Závěrečné | Závěrečné | Mandatory | Mandatory | Premier 5 | Premier 5 | Premier | Premier | International | International | Celkem | Celkem | Celkem |
| T  | Tenistka                             | D          | Č          | X          | D         | Č         | D         | Č         | D         | Č         | D       | Č       | D             | Č             | D      | Č      | X      |
| -- | ------------------------------------ | ---------- | ---------- | ---------- | --------- | --------- | --------- | --------- | --------- | --------- | ------- | ------- | ------------- | ------------- | ------ | ------ | ------ |
| 11 | Martina Hingisová (SUI)              |            | ●          | ●          |           |           |           | ●         |           | ●         |         | ●       |               | ●             | 0      | 9      | 2      |
| 11 | Čan Jung-žan (TPE)                   |            | ●          |            |           |           |           | ●         |           | ●         |         | ●       |               | ●             | 0      | 11     | 0      |
| 7  | Tímea Babosová (HUN)                 |            |            |            |           | ●         |           |           |           |           |         | ●       | ●             | ●             | 1      | 6      | 0      |
| 6  | Andrea Hlaváčková (CZE)              |            |            |            |           | ●         |           |           |           |           |         | ●       |               | ●             | 0      | 6      | 0      |
| 6  | Kiki Bertensová (NED)                |            |            |            |           |           |           |           |           |           |         |         | ●             | ●             | 2      | 4      | 0      |
| 5  | Elina Svitolinová (UKR)              |            |            |            |           |           |           |           | ●         |           |         |         | ●             |               | 5      | 0      | 0      |
| 4  | Bethanie Mattek-Sandsová (USA)       |            | ●          |            |           |           |           |           |           |           |         | ●       |               |               | 0      | 4      | 0      |
| 4  | Jeļena Ostapenková (LAT)             | ●          |            |            |           |           |           |           |           |           |         | ●       | ●             |               | 2      | 2      | 0      |
| 4  | Jelena Vesninová (RUS)               |            | ●          |            |           |           | ●         |           |           | ●         |         |         |               |               | 1      | 3      | 0      |
| 4  | Jekatěrina Makarovová (RUS)          |            | ●          |            |           |           |           |           |           | ●         |         |         | ●             |               | 1      | 3      | 0      |
| 4  | Anastasija Pavljučenkovová (RUS)     |            |            |            |           |           |           |           |           |           |         | ●       | ●             |               | 3      | 1      | 0      |
| 4  | Ashleigh Bartyová (AUS)              |            |            |            |           |           |           |           |           |           |         | ●       | ●             | ●             | 1      | 3      | 0      |
| 4  | Johanna Larssonová (SWE)             |            |            |            |           |           |           |           |           |           |         |         |               | ●             | 0      | 4      | 0      |
| 3  | Lucie Šafářová (CZE)                 |            | ●          |            |           |           |           |           |           |           |         | ●       |               |               | 0      | 3      | 0      |
| 3  | Gabriela Dabrowská (CAN)             |            |            | ●          |           |           |           | ●         |           |           |         | ●       |               |               | 0      | 2      | 1      |
| 3  | Abigail Spearsová (USA)              |            |            | ●          |           |           |           |           |           |           |         | ●       |               |               | 0      | 2      | 1      |
| 3  | Karolína Plíšková (CZE)              |            |            |            |           |           |           |           |           |           | ●       |         |               |               | 3      | 0      | 0      |
| 3  | Casey Dellacquová (AUS)              |            |            |            |           |           |           |           |           |           |         | ●       |               | ●             | 0      | 3      | 0      |
| 3  | Irina-Camelia Beguová (ROU)          |            |            |            |           |           |           |           |           |           |         |         | ●             | ●             | 1      | 2      | 0      |
| 2  | Garbiñe Muguruzaová (ESP)            | ●          |            |            |           |           |           |           | ●         |           |         |         |               |               | 2      | 0      | 0      |
| 2  | Julia Görgesová (GER)                |            |            |            | ●         |           |           |           |           |           | ●       |         |               |               | 2      | 0      | 0      |
| 2  | Caroline Wozniacká (DEN)             |            |            |            | ●         |           |           |           |           |           | ●       |         |               |               | 2      | 0      | 0      |
| 2  | Caroline Garciaová (FRA)             |            |            |            |           |           | ●         |           | ●         |           |         |         |               |               | 2      | 0      | 0      |
| 2  | Johanna Kontaová (GBR)               |            |            |            |           |           | ●         |           |           |           | ●       |         |               |               | 2      | 0      | 0      |
| 2  | Sü I-fan (CHN)                       |            |            |            |           |           |           | ●         |           |           |         | ●       |               |               | 0      | 2      | 0      |
| 2  | Alicja Rosolská (POL)                |            |            |            |           |           |           |           |           |           |         | ●       |               | ●             | 0      | 2      | 0      |
| 2  | Kateřina Siniaková (CZE)             |            |            |            |           |           |           |           |           |           |         |         | ●             |               | 2      | 0      | 0      |
| 2  | Elise Mertensová (BEL)               |            |            |            |           |           |           |           |           |           |         |         | ●             | ●             | 1      | 1      | 0      |
| 2  | Pcheng Šuaj (CHN)                    |            |            |            |           |           |           |           |           |           |         |         | ●             | ●             | 1      | 1      | 0      |
| 2  | Šúko Aojamová (JPN)                  |            |            |            |           |           |           |           |           |           |         |         |               | ●             | 0      | 2      | 0      |
| 2  | Čan Chao-čching (TPE)                |            |            |            |           |           |           |           |           |           |         |         |               | ●             | 0      | 2      | 0      |
| 2  | Sie Šu-wej (TPE)                     |            |            |            |           |           |           |           |           |           |         |         |               | ●             | 0      | 2      | 0      |
| 2  | Ioana Raluca Olaruová (ROU)          |            |            |            |           |           |           |           |           |           |         |         |               | ●             | 0      | 2      | 0      |
| 1  | Sloane Stephensová (USA)             | ●          |            |            |           |           |           |           |           |           |         |         |               |               | 1      | 0      | 0      |
| 1  | Serena Williamsová (USA)             | ●          |            |            |           |           |           |           |           |           |         |         |               |               | 1      | 0      | 0      |
| 1  | Tuan Jing-jing (CHN)                 |            |            |            |           | ●         |           |           |           |           |         |         |               |               | 0      | 1      | 0      |
| 1  | Chan Sin-jün (CHN)                   |            |            |            |           | ●         |           |           |           |           |         |         |               |               | 0      | 1      | 0      |
| 1  | Simona Halepová (ROU)                |            |            |            |           |           | ●         |           |           |           |         |         |               |               | 1      | 0      | 0      |
| 1  | Darja Gavrilovová (AUS)              |            |            |            |           |           |           |           |           |           | ●       |         |               |               | 1      | 0      | 0      |
| 1  | Darja Kasatkinová (RUS)              |            |            |            |           |           |           |           |           |           | ●       |         |               |               | 1      | 0      | 0      |
| 1  | Madison Keysová (USA)                |            |            |            |           |           |           |           |           |           | ●       |         |               |               | 1      | 0      | 0      |
| 1  | Petra Kvitová (CZE)                  |            |            |            |           |           |           |           |           |           | ●       |         |               |               | 1      | 0      | 0      |
| 1  | Kristina Mladenovicová (FRA)         |            |            |            |           |           |           |           |           |           | ●       |         |               |               | 1      | 0      | 0      |
| 1  | Laura Siegemundová (GER)             |            |            |            |           |           |           |           |           |           | ●       |         |               |               | 1      | 0      | 0      |
| 1  | Raquel Atawová (USA)                 |            |            |            |           |           |           |           |           |           |         | ●       |               |               | 0      | 1      | 0      |
| 1  | Andreja Klepačová (SLO)              |            |            |            |           |           |           |           |           |           |         | ●       |               |               | 0      | 1      | 0      |
| 1  | María José Martínez Sánchezová (ESP) |            |            |            |           |           |           |           |           |           |         | ●       |               |               | 0      | 1      | 0      |
| 1  | Sania Mirzaová (IND)                 |            |            |            |           |           |           |           |           |           |         | ●       |               |               | 0      | 1      | 0      |
| 1  | Katarina Srebotniková (SLO)          |            |            |            |           |           |           |           |           |           |         | ●       |               |               | 0      | 1      | 0      |
| 1  | Coco Vandewegheová (USA)             |            |            |            |           |           |           |           |           |           |         | ●       |               |               | 0      | 1      | 0      |
| 1  | Mona Barthelová (GER)                |            |            |            |           |           |           |           |           |           |         |         | ●             |               | 1      | 0      | 0      |
| 1  | Kateryna Bondarenková (UKR)          |            |            |            |           |           |           |           |           |           |         |         | ●             |               | 1      | 0      | 0      |
| 1  | Lauren Davisová (USA)                |            |            |            |           |           |           |           |           |           |         |         | ●             |               | 1      | 0      | 0      |
| 1  | Zarina Dijasová (KAZ)                |            |            |            |           |           |           |           |           |           |         |         | ●             |               | 1      | 0      | 0      |
| 1  | Anett Kontaveitová (EST)             |            |            |            |           |           |           |           |           |           |         |         | ●             |               | 1      | 0      | 0      |
| 1  | Francesca Schiavoneová (ITA)         |            |            |            |           |           |           |           |           |           |         |         | ●             |               | 1      | 0      | 0      |
| 1  | Anastasija Sevastovová (LAT)         |            |            |            |           |           |           |           |           |           |         |         | ●             |               | 1      | 0      | 0      |
| 1  | Maria Šarapovová (RUS)               |            |            |            |           |           |           |           |           |           |         |         | ●             |               | 1      | 0      | 0      |
| 1  | Samantha Stosurová (AUS)             |            |            |            |           |           |           |           |           |           |         |         | ●             |               | 1      | 0      | 0      |
| 1  | Barbora Strýcová (CZE)               |            |            |            |           |           |           |           |           |           |         |         | ●             |               | 1      | 0      | 0      |
| 1  | Lesja Curenková (UKR)                |            |            |            |           |           |           |           |           |           |         |         | ●             |               | 1      | 0      | 0      |
| 1  | Alison Van Uytvancková (BEL)         |            |            |            |           |           |           |           |           |           |         |         | ●             |               | 1      | 0      | 0      |
| 1  | Donna Vekićová (CRO)                 |            |            |            |           |           |           |           |           |           |         |         | ●             |               | 1      | 0      | 0      |
| 1  | Markéta Vondroušová (CZE)            |            |            |            |           |           |           |           |           |           |         |         | ●             |               | 1      | 0      | 0      |
| 1  | Carina Witthöftová (GER)             |            |            |            |           |           |           |           |           |           |         |         | ●             |               | 1      | 0      | 0      |
| 1  | Čang Šuaj (CHN)                      |            |            |            |           |           |           |           |           |           |         |         | ●             |               | 1      | 0      | 0      |
| 1  | Monique Adamczaková (AUS)            |            |            |            |           |           |           |           |           |           |         |         |               | ●             | 0      | 1      | 0      |
| 1  | Dominika Cibulková (SVK)             |            |            |            |           |           |           |           |           |           |         |         |               | ●             | 0      | 1      | 0      |
| 1  | Sara Erraniová (ITA)                 |            |            |            |           |           |           |           |           |           |         |         |               | ●             | 0      | 1      | 0      |
| 1  | Kirsten Flipkensová (BEL)            |            |            |            |           |           |           |           |           |           |         |         |               | ●             | 0      | 1      | 0      |
| 1  | Anna-Lena Grönefeldová (GER)         |            |            |            |           |           |           |           |           |           |         |         |               | ●             | 0      | 1      | 0      |
| 1  | Beatriz Haddad Maiová (BRA)          |            |            |            |           |           |           |           |           |           |         |         |               | ●             | 0      | 1      | 0      |
| 1  | Nao Hibinová (JPN)                   |            |            |            |           |           |           |           |           |           |         |         |               | ●             | 0      | 1      | 0      |
| 1  | Dalila Jakupovićová (SLO)            |            |            |            |           |           |           |           |           |           |         |         |               | ●             | 0      | 1      | 0      |
| 1  | Ťiang Sin-jü (CHN)                   |            |            |            |           |           |           |           |           |           |         |         |               | ●             | 0      | 1      | 0      |
| 1  | Darija Juraková (CRO)                |            |            |            |           |           |           |           |           |           |         |         |               | ●             | 0      | 1      | 0      |
| 1  | Oxana Kalašnikovová (GEO)            |            |            |            |           |           |           |           |           |           |         |         |               | ●             | 0      | 1      | 0      |
| 1  | Lesley Kerkhoveová (NED)             |            |            |            |           |           |           |           |           |           |         |         |               | ●             | 0      | 1      | 0      |
| 1  | Nadija Kičenoková (UKR)              |            |            |            |           |           |           |           |           |           |         |         |               | ●             | 0      | 1      | 0      |
| 1  | Quirine Lemoineová (NED)             |            |            |            |           |           |           |           |           |           |         |         |               | ●             | 0      | 1      | 0      |
| 1  | Lidzija Marozavová (BLR)             |            |            |            |           |           |           |           |           |           |         |         |               | ●             | 0      | 1      | 0      |
| 1  | Nicole Melicharová (USA)             |            |            |            |           |           |           |           |           |           |         |         |               | ●             | 0      | 1      | 0      |
| 1  | Monica Niculescuová (ROU)            |            |            |            |           |           |           |           |           |           |         |         |               | ●             | 0      | 1      | 0      |
| 1  | Květa Peschkeová (CZE)               |            |            |            |           |           |           |           |           |           |         |         |               | ●             | 0      | 1      | 0      |
| 1  | Nadia Podoroská (ARG)                |            |            |            |           |           |           |           |           |           |         |         |               | ●             | 0      | 1      | 0      |
| 1  | Anastasia Rodionovová (AUS)          |            |            |            |           |           |           |           |           |           |         |         |               | ●             | 0      | 1      | 0      |
| 1  | Arantxa Rusová (NED)                 |            |            |            |           |           |           |           |           |           |         |         |               | ●             | 0      | 1      | 0      |
| 1  | Storm Sandersová (AUS)               |            |            |            |           |           |           |           |           |           |         |         |               | ●             | 0      | 1      | 0      |
| 1  | Olga Savčuková (UKR)                 |            |            |            |           |           |           |           |           |           |         |         |               | ●             | 0      | 1      | 0      |
| 1  | Demi Schuursová (NED)                |            |            |            |           |           |           |           |           |           |         |         |               | ●             | 0      | 1      | 0      |
| 1  | Anna Smithová (GBR)                  |            |            |            |           |           |           |           |           |           |         |         |               | ●             | 0      | 1      | 0      |
| 1  | Tchang Čchien-chuej (CHN)            |            |            |            |           |           |           |           |           |           |         |         |               | ●             | 0      | 1      | 0      |
| 1  | Renata Voráčová (CZE)                |            |            |            |           |           |           |           |           |           |         |         |               | ●             | 0      | 1      | 0      |
| 1  | Jang Čao-süan (CHN)                  |            |            |            |           |           |           |           |           |           |         |         |               | ●             | 0      | 1      | 0      |

### Tituly podle států
|    |                        | Grand Slam | Grand Slam | Grand Slam | Závěrečné | Závěrečné | Mandatory | Mandatory | Premier 5 | Premier 5 | Premier | Premier | International | International | Celkem | Celkem | Celkem |
| T  | Stát                   | D          | Č          | X          | D         | Č         | D         | Č         | D         | Č         | D       | Č       | D             | Č             | D      | Č      | X      |
| -- | ---------------------- | ---------- | ---------- | ---------- | --------- | --------- | --------- | --------- | --------- | --------- | ------- | ------- | ------------- | ------------- | ------ | ------ | ------ |
| 19 | Česko                  |            | 2          |            |           | 1         |           |           |           |           | 4       | 2       | 4             | 6             | 8      | 11     | 0      |
| 13 | Spojené státy americké | 2          | 2          | 1          |           |           |           |           |           |           | 1       | 5       | 1             | 1             | 4      | 8      | 1      |
| 13 | Čínská Tchaj-pej       |            | 1          |            |           |           |           | 3         |           | 3         |         | 1       |               | 5             | 0      | 13     | 0      |
| 11 | Švýcarsko              |            | 1          | 2          |           |           |           | 3         |           | 3         |         | 1       |               | 1             | 0      | 9      | 2      |
| 11 | Rusko                  |            | 1          |            |           |           | 1         |           |           | 2         | 1       | 1       | 5             |               | 7      | 4      | 0      |
| 9  | Ukrajina               |            |            |            |           |           |           |           | 3         |           |         |         | 4             | 2             | 7      | 2      | 0      |
| 9  | Nizozemsko             |            |            |            |           |           |           |           |           |           |         |         | 2             | 7             | 2      | 7      | 0      |
| 8  | Čína                   |            |            |            |           | 1         |           | 1         |           |           |         | 1       | 2             | 3             | 2      | 6      | 0      |
| 8  | Austrálie              |            |            |            |           |           |           |           |           |           | 1       | 1       | 2             | 4             | 3      | 5      | 0      |
| 7  | Maďarsko               |            |            |            |           | 1         |           |           |           |           |         | 2       | 1             | 3             | 1      | 6      | 0      |
| 6  | Německo                |            |            |            | 1         |           |           |           |           |           | 2       |         | 2             | 1             | 5      | 1      | 0      |
| 6  | Rumunsko               |            |            |            |           |           | 1         |           |           |           |         |         | 1             | 4             | 2      | 4      | 0      |
| 5  | Lotyšsko               | 1          |            |            |           |           |           |           |           |           |         | 2       | 2             |               | 3      | 2      | 0      |
| 4  | Belgie                 |            |            |            |           |           |           |           |           |           |         |         | 2             | 2             | 2      | 2      | 0      |
| 4  | Švédsko                |            |            |            |           |           |           |           |           |           |         |         |               | 4             | 0      | 4      | 0      |
| 3  | Španělsko              | 1          |            |            |           |           |           |           | 1         |           |         | 1       |               |               | 2      | 1      | 0      |
| 3  | Francie                |            |            |            |           |           | 1         |           | 1         |           | 1       |         |               |               | 3      | 0      | 0      |
| 3  | Kanada                 |            |            | 1          |           |           |           | 1         |           |           |         | 1       |               |               | 0      | 2      | 1      |
| 3  | Spojené království     |            |            |            |           |           | 1         |           |           |           | 1       |         |               | 1             | 2      | 1      | 0      |
| 3  | Slovinsko              |            |            |            |           |           |           |           |           |           |         | 2       |               | 1             | 0      | 3      | 0      |
| 3  | Japonsko               |            |            |            |           |           |           |           |           |           |         |         |               | 3             | 0      | 3      | 0      |
| 2  | Dánsko                 |            |            |            | 1         |           |           |           |           |           | 1       |         |               |               | 2      | 0      | 0      |
| 2  | Polsko                 |            |            |            |           |           |           |           |           |           |         | 1       |               | 1             | 0      | 2      | 0      |
| 2  | Itálie                 |            |            |            |           |           |           |           |           |           |         |         | 1             | 1             | 1      | 1      | 0      |
| 1  | Indie                  |            |            |            |           |           |           |           |           |           |         | 1       |               |               | 0      | 1      | 0      |
| 1  | Chorvatsko             |            |            |            |           |           |           |           |           |           |         |         | 1             |               | 1      | 0      | 0      |
| 1  | Estonsko               |            |            |            |           |           |           |           |           |           |         |         | 1             |               | 1      | 0      | 0      |
| 1  | Kazachstán             |            |            |            |           |           |           |           |           |           |         |         | 1             |               | 1      | 0      | 0      |
| 1  | Argentina              |            |            |            |           |           |           |           |           |           |         |         |               | 1             | 0      | 1      | 0      |
| 1  | Bělorusko              |            |            |            |           |           |           |           |           |           |         |         |               | 1             | 0      | 1      | 0      |
| 1  | Brazílie               |            |            |            |           |           |           |           |           |           |         |         |               | 1             | 0      | 1      | 0      |
| 1  | Chorvatsko             |            |            |            |           |           |           |           |           |           |         |         |               | 1             | 0      | 1      | 0      |
| 1  | Gruzie                 |            |            |            |           |           |           |           |           |           |         |         |               | 1             | 0      | 1      | 0      |
| 1  | Slovensko              |            |            |            |           |           |           |           |           |           |         |         |               | 1             | 0      | 1      | 0      |

### Premiérové tituly

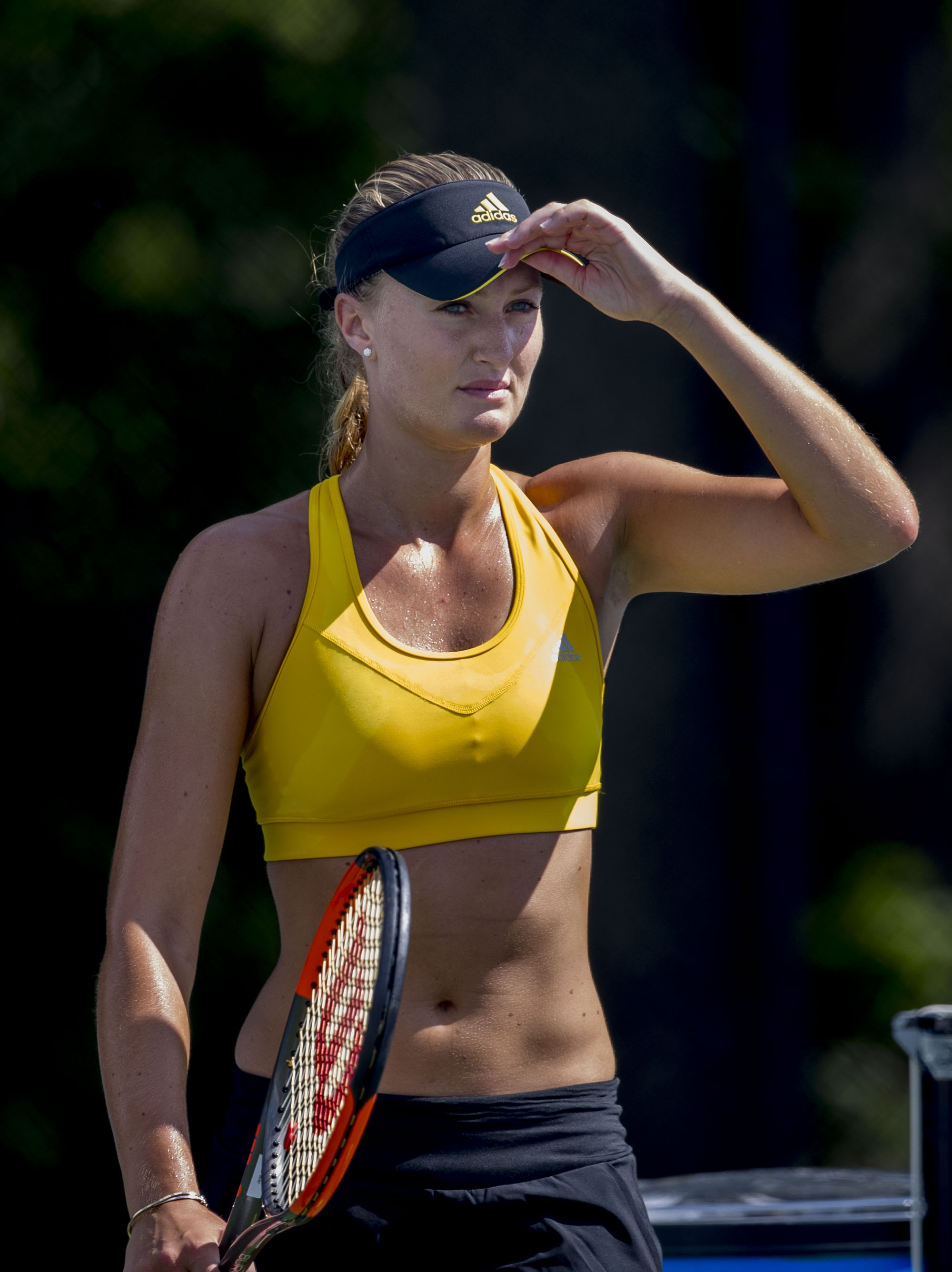
Kristina Mladenovicová si odvezla premiérový singlový titul ze St. Petersburg Ladies Trophy

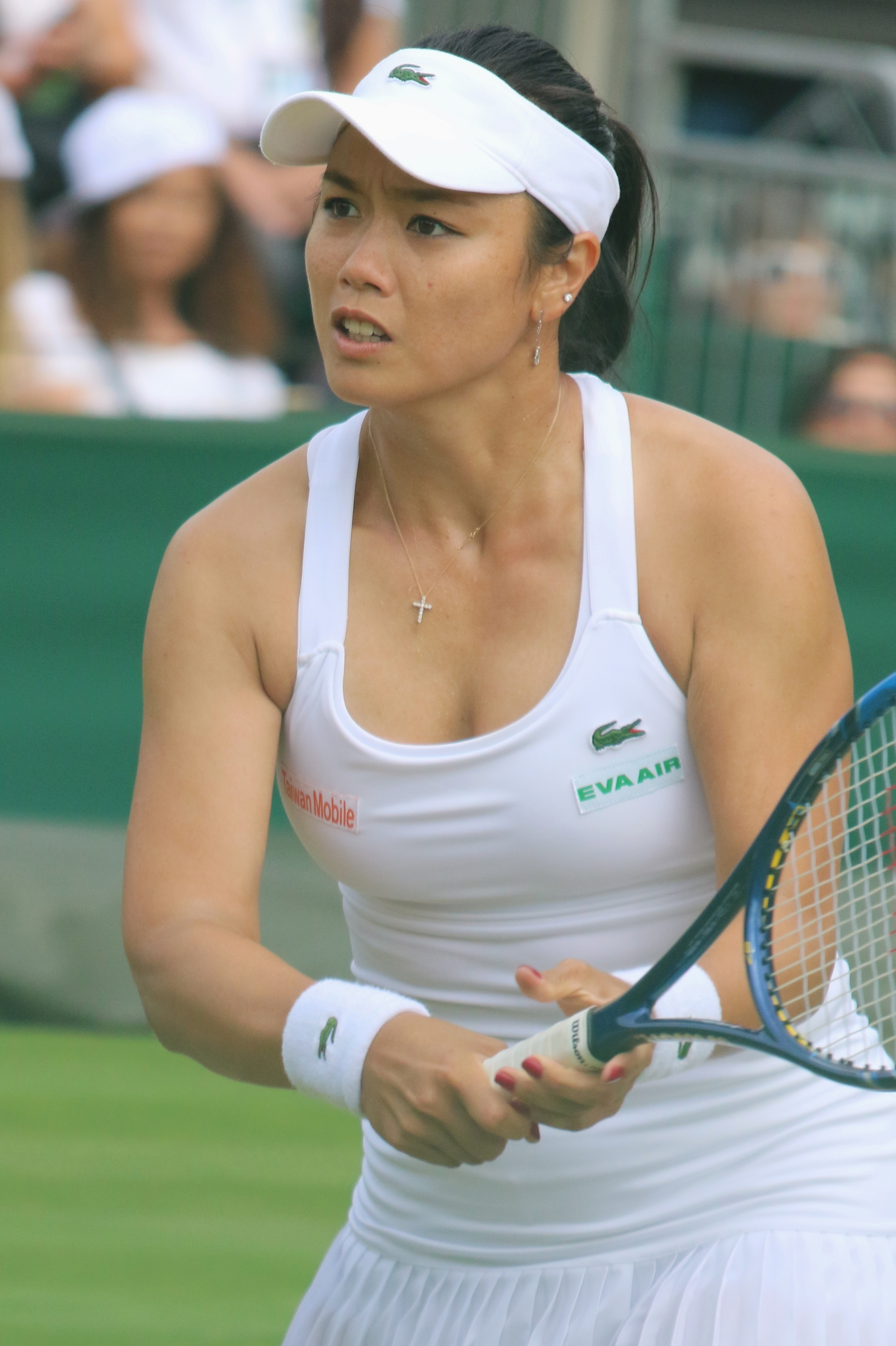
Starší ze sester Čanových Jung-žan vyhrála 11 deblových trofejí včetně US Open, které jí zajistily post světové jedničky ve čtyřhře

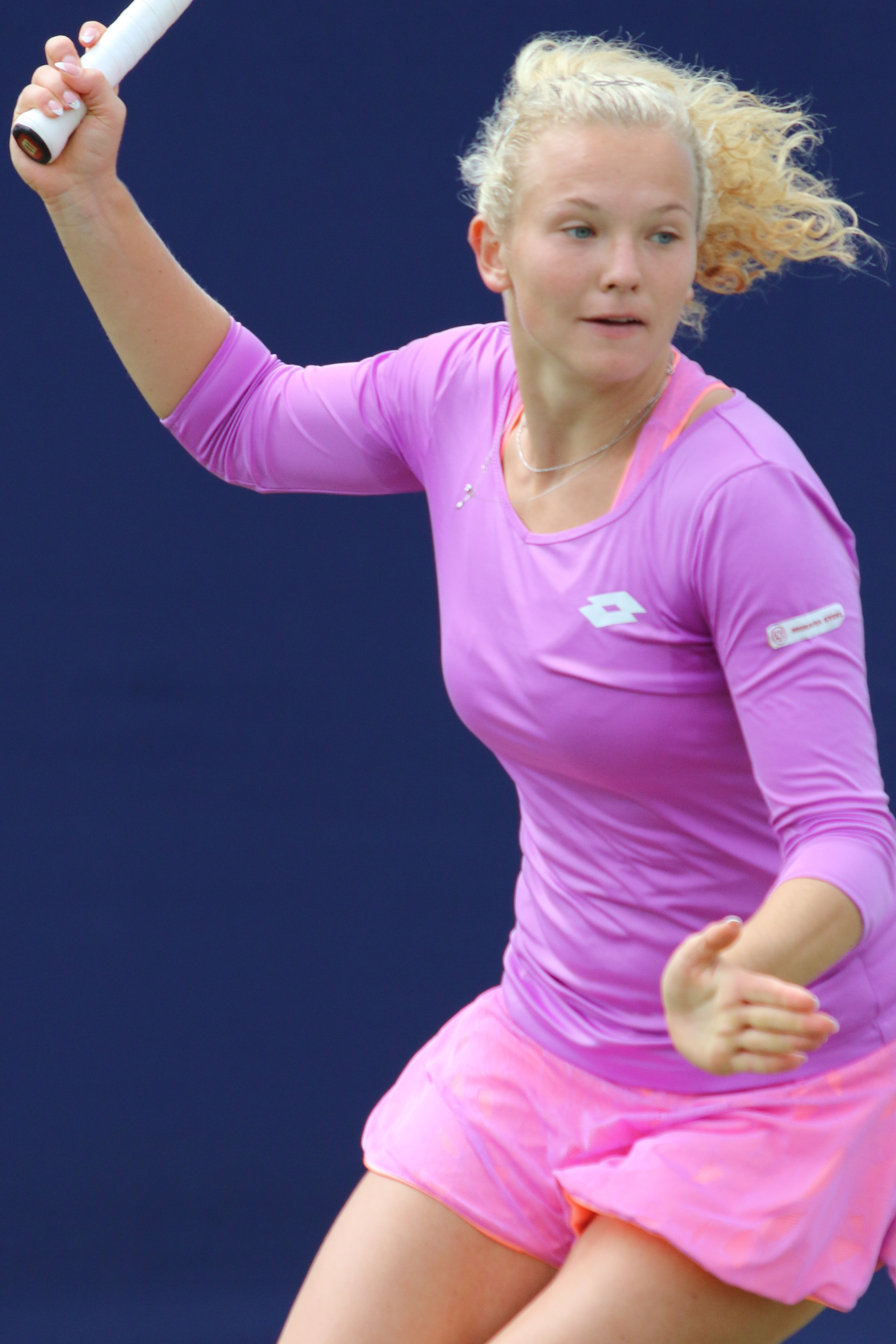
Kateřina Siniaková vybojovala první vavřín z dvouhry na čínském Shenzhen Open

Hráčky, které získaly první titul ve dvouhře, ve čtyřhře nebo ve smíšené čtyřhře:

#### Dvouhra
- Lauren Davisová – Auckland (pavouk)
- Kateřina Siniaková – Šen-čen (pavouk)
- Elise Mertensová – Hobart (pavouk)
- Kristina Mladenovicová – Petrohrad (pavouk)
- Ashleigh Bartyová – Kuala Lumpur (pavouk)
- Darja Kasatkinová – Charleston (pavouk)
- Markéta Vondroušová – Biel/Bienne (pavouk)
- Jeļena Ostapenková – French Open (pavouk)
- Anett Kontaveitová – 's-Hertogenbosch (pavouk)
- Darja Gavrilovová – New Haven (pavouk)
- Zarina Dijasová – Tokio (pavouk)
- Alison Van Uytvancková – Québec (pavouk)
- Carina Witthöftová – Lucemburk (pavouk)

#### Čtyřhra
- Jeļena Ostapenková – Petrohrad (pavouk)
- Nao Hibinová – Monterrey (pavouk)
- Nadia Podoroská – Bogotá (pavouk)
- Dalila Jakupovićová – İstanbul (pavouk)
- Nicole Melicharová – Nüorimberk (pavouk)
- Anna Smithová – Nüorimberk (pavouk)
- Dominika Cibulková – 's-Hertogenbosch (pavouk)
- Monique Adamczaková – Nottingham (pavouk)
- Storm Sandersová – Nottingham (pavouk)
- Quirine Lemoineová – Båstad (pavouk)
- Arantxa Rusová – Båstad (pavouk)
- Ťiang Sin-jü – Nan-čchang (pavouk)
- Tchang Čchien-chuej – Nan-čchang (pavouk)
- Lesley Kerkhoveová – Lucemburk (pavouk)
- Lidzija Marozavová – Lucemburk (pavouk)
- Tuan Jing-jing – WTA Elite Trophy (pavouk)

#### Mix
- Abigail Spearsová – Melbourne (pavouk)
- Gabriela Dabrowská – French Open (pavouk)

### Obhájené tituly
Hráčky, které obhájily titul:

#### Dvouhra
- Simona Halepová – Madrid (pavouk)
- Kiki Bertensová – Nüorimberk (pavouk)
- Caroline Wozniacká – Tokio (pavouk)

#### Čtyřhra
- Sania Mirzaová – Brisbane (pavouk)
- Čan Chao-čching – Tchaj-pej (pavouk) • Hongkong (pavouk)
- Čan Jung-žan – Tchaj-pej (pavouk) • Hongkong (pavouk)
- Martina Hingisová – Řím (pavouk)
- Abigail Spearsová – Stanford (pavouk)
- Jekatěrina Makarovová – Toronto (pavouk)
- Jelena Vesninová – Toronto (pavouk)
- Šúko Aojamová – Tokio (pavouk)
- Andrea Hlaváčková – Québec (pavouk), Moskva (pavouk)
- Johanna Larssonová – Soul (pavouk) • Linec (pavouk)
- Kiki Bertensová – Linec (pavouk)

## Žebříček
Žebříček WTA Championships Race určil hráčky, které se kvalifikovaly na Turnaj mistryň. Žebříček WTA a jeho konečné pořadí na konci sezóny byl sestaven na základě bodového hodnocení tenistek za posledních 52 týdnů.

### Dvouhra
Tabulky uvádí 20 nejvýše postavených hráček na singlových žebříčcích WTA Championships Race a konečné klasifikaci WTA v sezóně 2017. Šedý podklad vlevo uvádí hráčky, které aktivně zasáhly do Turnaje mistryň.
| Žebříček WTA Race | Žebříček WTA Race            | Žebříček WTA Race | Žebříček WTA Race | Žebříček WTA Race |
| Poř.              | tenistka (✓ – kvalifikována) | body              | turnajů           |                   |
| ----------------- | ---------------------------- | ----------------- | ----------------- | ----------------- |
| 1.                | Simona Halepová ✓            | 5 675             | 17                |                   |
| 2.                | Garbiñe Muguruzaová ✓        | 5 635             | 20                |                   |
| 3.                | Karolína Plíšková ✓          | 5 105             | 19                |                   |
| 4.                | Elina Svitolinová ✓          | 5 000             | 18                |                   |
| 5.                | Venus Williamsová ✓          | 4 642             | 15                |                   |
| 6.                | Caroline Wozniacká ✓         | 4 640             | 22                |                   |
| 7.                | Jeļena Ostapenková ✓         | 4 510             | 20                |                   |
| 8.                | Caroline Garciaová ✓         | 3 795             | 23                |                   |
| 9.                | Johanna Kontaová             | 3 610             | 20                |                   |
| 10.               | Kristina Mladenovicová       | 2 885             | 25                |                   |
| 11.               | Světlana Kuzněcovová         | 2 856             | 17                |                   |
| 12.               | Coco Vandewegheová           | 2 819             | 17                |                   |
| 13.               | Sloane Stephensová           | 2 722             | 10                |                   |
| 14.               | Anastasija Pavljučenkovová   | 2 425             | 25                |                   |
| 15.               | Anastasija Sevastovová       | 2 295             | 24                |                   |
| 16.               | Madison Keysová              | 2 213             | 14                |                   |
| 17.               | Jelena Vesninová             | 2 195             | 24                |                   |
| 18.               | Julia Görgesová              | 2 060             | 23                |                   |
| 19.               | Angelique Kerberová          | 2 042             | 21                |                   |
| 20.               | Ashleigh Bartyová            | 2 031             | 17                |                   |

| Konečný žebříček WTA | Konečný žebříček WTA             | Konečný žebříček WTA | Konečný žebříček WTA | Konečný žebříček WTA | Konečný žebříček WTA | Konečný žebříček WTA | Konečný žebříček WTA |
| Poř.                 | hráčka                           | bodů                 | turnajů              | '16                  | max                  | min                  | '16→'17              |
| -------------------- | -------------------------------- | -------------------- | -------------------- | -------------------- | -------------------- | -------------------- | -------------------- |
| 1.                   | Simona Halepová (ROU)            | 6 175                | 18                   | 4.                   | 1.                   | 8.                   | ▲ 3                  |
| 2.                   | Garbiñe Muguruzaová (ESP)        | 6 135                | 21                   | 7.                   | 1.                   | 15.                  | ▲ 5                  |
| 3.                   | Caroline Wozniacká (DEN)         | 6 015                | 22                   | 19.                  | 3.                   | 20                   | ▲ 16                 |
| 4.                   | Karolína Plíšková (CZE)          | 5 730                | 20                   | 6.                   | 1.                   | 6.                   | ▲ 2                  |
| 5.                   | Venus Williamsová (USA)          | 5 597                | 16                   | 17.                  | 5.                   | 17.                  | ▲ 12                 |
| 6.                   | Elina Svitolinová (UKR)          | 5 500                | 19                   | 14.                  | 3.                   | 14.                  | ▲ 8                  |
| 7.                   | Jeļena Ostapenková (LAT)         | 5 010                | 21                   | 44.                  | 7.                   | 71.                  | ▲ 37                 |
| 8.                   | Caroline Garciaová (FRA)         | 4 420                | 24                   | 23.                  | 8.                   | 29.                  | ▲ 15                 |
| 9.                   | Johanna Kontaová (GBR)           | 3 610                | 20                   | 10.                  | 4.                   | 11.                  | ▲ 1                  |
| 10.                  | Coco Vandewegheová (USA)         | 3 258                | 18                   | 37.                  | 10.                  | 38.                  | ▲ 27                 |
| 11.                  | Kristina Mladenovicová (FRA)     | 2 881                | 26                   | 42.                  | 10.                  | 51.                  | ▲ 31                 |
| 12.                  | Světlana Kuzněcovová (RUS)       | 2 856                | 17                   | 9.                   | 7.                   | 12.                  | ▼ 3                  |
| 13.                  | Sloane Stephensová (USA)         | 2 802                | 11                   | 36.                  | 13.                  | 957.                 | ▲ 23                 |
| 14.                  | Julia Görgesová (GER)            | 2 650                | 24                   | 53.                  | 14.                  | 57.                  | ▲ 39                 |
| 15.                  | Anastasija Sevastovová (LAT)     | 2 475                | 25.                  | 35.                  | 15.                  | 35.                  | ▲ 20                 |
| 16.                  | Anastasija Pavljučenkovová (RUS) | 2 445                | 26.                  | 28.                  | 14.                  | 27.                  | ▲ 12                 |
| 17.                  | Ashleigh Bartyová (AUS)          | 2 251                | 18                   | 325.                 | 17.                  | 271.                 | ▲ 308                |
| 18.                  | Jelena Vesninová (RUS)           | 2 220                | 25                   | 16.                  | 13.                  | 21.                  | ▼ 2                  |
| 19.                  | Madison Keysová (USA)            | 2 213                | 14                   | 8.                   | 8.                   | 21.                  | ▼ 11                 |
| 20.                  | Magdaléna Rybáriková (SVK)       | 2 141                | 20                   | 156.                 | 20.                  | 453.                 | ▲ 136                |

#### Premiérový průnik do Top 10

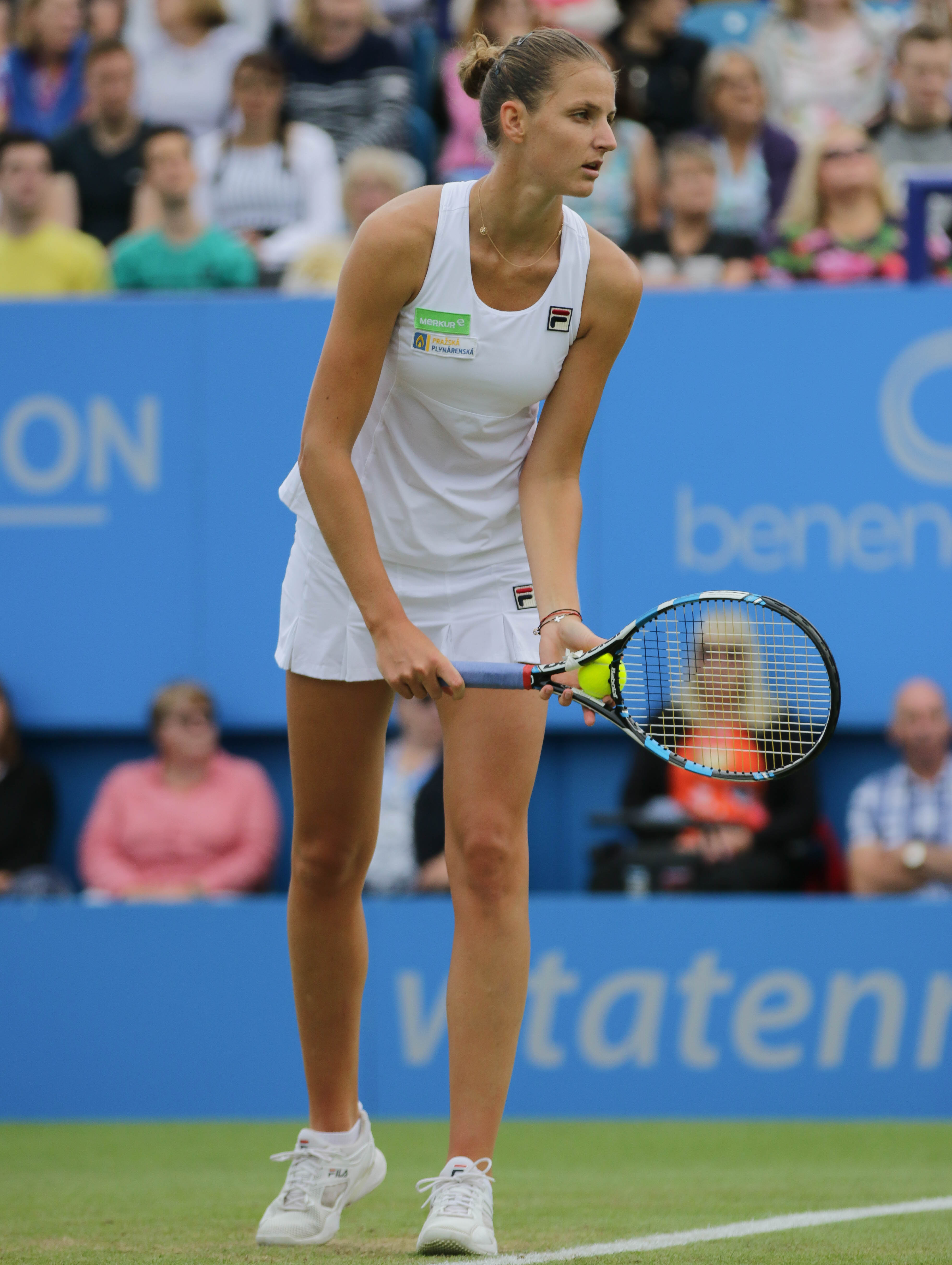
Karolína Plíšková se v červenci 2017 stala první českou světovou jedničkou ve dvouhře žen

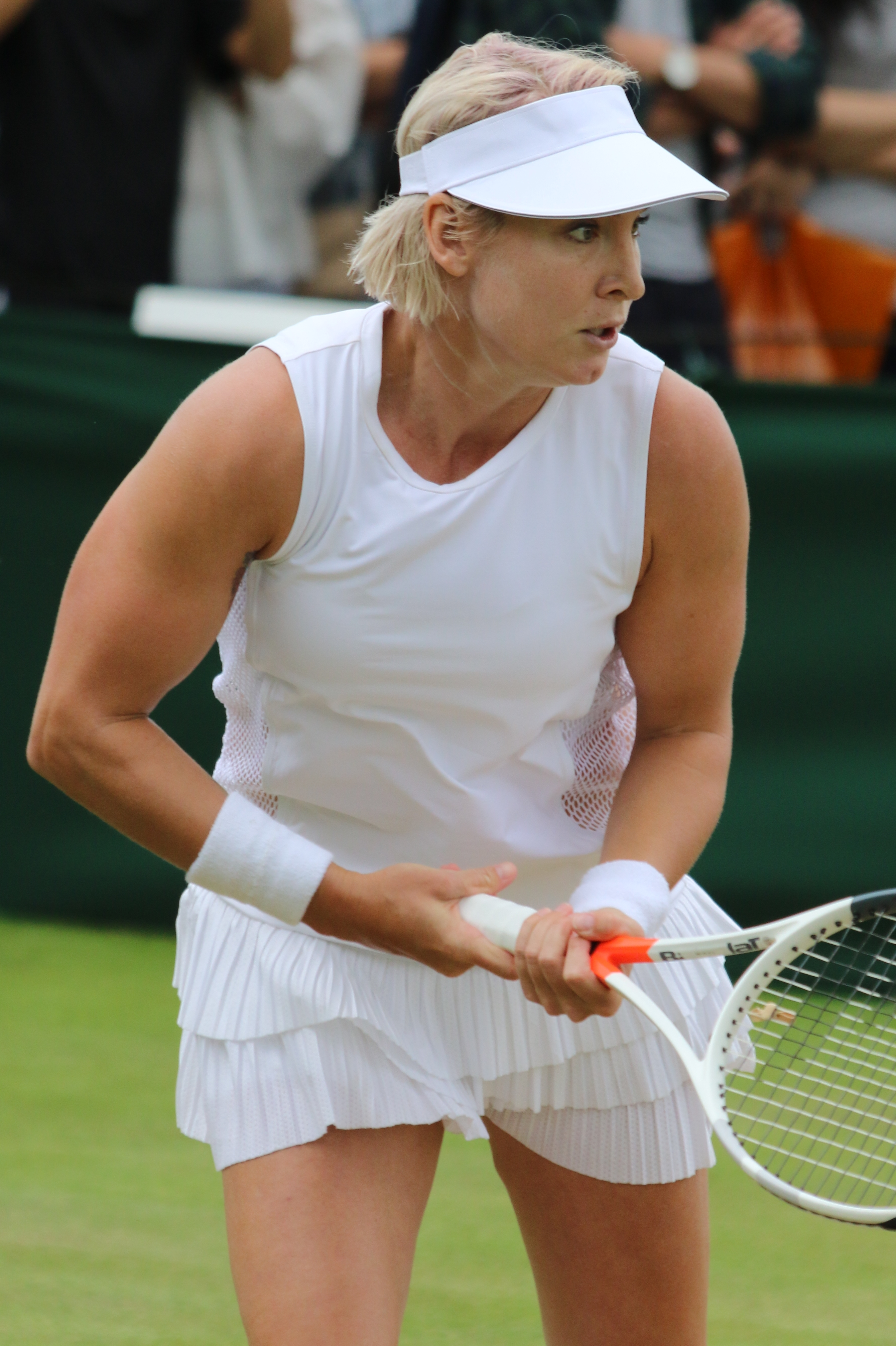
Deblová světová jednička Bethanie Matteková-Sandsová utrpěla v utkání druhého kola wimbledonské dvouhry luxaci čéšky s přetržením čéškového vazu, čímž pro ni sezóna skončila

Hráčky, které premiérově pronikly do první světové desítky žebříčku WTA:
- Elina Svitolinová (na 10. místo 27. února)
- Jeļena Ostapenková (na 10. místo 11. září)
- Caroline Garciaová (na 9. místo 9. října)
- Kristina Mladenovicová (na 10. místo 23. října)
- Coco Vandewegheová (na 10. místo 6. listopadu)

#### Světové jedničky
| Světová jednička          | Datum nástupu       | Datum odchodu     |
| ------------------------- | ------------------- | ----------------- |
| Angelique Kerberová (GER) | začátek sezóny 2017 | 29. ledna 2017    |
| Serena Williamsová (USA)  | 30. ledna 2017      | 19. března 2017   |
| Angelique Kerberová (GER) | 20. března 2017     | 23. dubna 2017    |
| Serena Williamsová (USA)  | 24. dubna 2017      | 14. května 2017   |
| Angelique Kerberová (GER) | 15. května 2017     | 16. července 2017 |
| Karolína Plíšková (CZE)   | 17. července 2017   | 10. září 2017     |
| Garbiñe Muguruzaová (ESP) | 11. září 2017       | 8. října 2017     |
| Simona Halepová (ROU)     | 9. října 2017       | konec sezóny 2017 |

### Čtyřhra
Tabulky uvádí 10 nejvýše postavených párů na závěrečném žebříčku WTA Championships Race, určující postup na Turnaj mistryň a 10 nejvýše postavených hráček na konečném žebříčku WTA ve čtyřhře sezóny 2017. Šedý podklad uvádí páry, které aktivně zasáhly do Turnaje mistryň.

#### Žebříček čtyřhry
| Žebříček párů WTA Race | Žebříček párů WTA Race                             | Žebříček párů WTA Race | Žebříček párů WTA Race | Žebříček párů WTA Race |
| Poř.                   | pár (✓ – kvalifikován x – odhlášen)                | body                   | turnajů                |                        |
| ---------------------- | -------------------------------------------------- | ---------------------- | ---------------------- | ---------------------- |
| 1.                     | Čan Jung-žan ✓ Martina Hingisová                   | 9 770                  | 15                     |                        |
| 2.                     | Jekatěrina Makarovová ✓ Jelena Vesninová           | 6 785                  | 14                     |                        |
| 3.                     | Bethanie Matteková-Sandsová ✓ x Lucie Šafářová     | 5 120                  | 7                      |                        |
| 4.                     | Ashleigh Bartyová ✓ Casey Dellacquová              | 4 470                  | 16                     |                        |
| 5.                     | Tímea Babosová ✓ Andrea Hlaváčková                 | 4 005                  | 15                     |                        |
| 6.                     | Lucie Hradecká ✓ x Kateřina Siniaková              | 3 871                  | 14                     |                        |
| 7.                     | Anna-Lena Grönefeldová ✓ Květa Peschkeová          | 3 005                  | 22                     |                        |
| 8.                     | Gabriela Dabrowská ✓ Sü I-fan                      | 2 921                  | 14                     |                        |
| 9.                     | Andrea Hlaváčková ✓ x Pcheng Šuaj                  | 2 776                  | 7                      |                        |
| 10.                    | Andreja Klepačová ✓ María José Martínez Sánchezová | 2 570                  | 23                     |                        |
| 11.                    | Kiki Bertensová ✓ Johanna Larssonová               | 2 270                  | 14                     |                        |

| 1.  | Čan Jung-žan (TPE)                | 10 130 |
| 1.  | Martina Hingisová (SUI)           | 10 130 |
| 3.  | Jekatěrina Makarovová (RUS)       | 7 320  |
| 3.  | Jelena Vesninová (RUS)            | 7 320  |
| 5.  | Andrea Sestini Hlaváčková (CZE)   | 6 885  |
| 6.  | Lucie Šafářová (CZE)              | 6 800  |
| 7.  | Tímea Babosová (HUN)              | 5 600  |
| 8.  | Bethanie Matteková-Sandsová (USA) | 5 591  |
| 9.  | Pcheng Šuaj (CHN)                 | 4 890  |
| 10. | Casey Dellacquová (AUS)           | 4 715  |
| 11. | Ashleigh Bartyová (AUS)           | 4 555  |
| 12. | Sania Mirzaová (IND)              | 4 475  |
| 13. | Kateřina Siniaková (CZE)          | 4 440  |
| 14. | Lucie Hradecká (CZE)              | 3 930  |
| 15. | Barbora Strýcová (CZE)            | 3 880  |
| 16. | Sü I-fan (CHN)                    | 3 765  |
| 17. | Čan Chao-čching (TPE)             | 3 725  |
| 18. | Gabriela Dabrowská (CAN)          | 3 670  |
| 19. | Kiki Bertensová (NED)             | 3 420  |
| 20. | Johanna Larssonová (SWE)          | 3 325  |

#### Premiérový průnik do Top 10
Hráčky, které premiérově pronikly do první světové desítky žebříčku WTA:
- Barbora Strýcová (na 10. místo 20. března)

#### Světové jedničky
| Světová jednička                           | Datum nástupu       | Datum odchodu     |
| ------------------------------------------ | ------------------- | ----------------- |
| Sania Mirzaová (IND)                       | začátek sezóny 2017 | 8. ledna 2017     |
| Bethanie Mattek-Sandsová (USA)             | 9. ledna 2017       | 20. srpna 2017    |
| Lucie Šafářová (CZE)                       | 21. srpna 2017      | 1. října 2017     |
| Martina Hingisová (SUI)                    | 2. října 2017       | 22. října 2017    |
| Martina Hingisová (SUI) Čan Jung-žan (TPE) | 23. října 2017      | konec sezóny 2017 |

## Výdělek hráček
| Nejvyšší výdělky tenistek v sezóně                            | Nejvyšší výdělky tenistek v sezóně | Nejvyšší výdělky tenistek v sezóně | Nejvyšší výdělky tenistek v sezóně | Nejvyšší výdělky tenistek v sezóně | Nejvyšší výdělky tenistek v sezóně |
| Poř.                                                          | hráčka                             | ve dvouhře                         | ve čtyřhře                         | v mixu                             | celkem                             |
| ------------------------------------------------------------- | ---------------------------------- | ---------------------------------- | ---------------------------------- | ---------------------------------- | ---------------------------------- |
| 1.                                                            | Venus Williamsová                  | $5 468 741                         | $0                                 | $0                                 | $5 468 741                         |
| 2.                                                            | Garbiñe Muguruzaová                | $5 079 898                         | $3 559                             | $0                                 | $5 083 457                         |
| 3.                                                            | Caroline Wozniacká                 | $4 748 518                         | $0                                 | $0                                 | $4 748 518                         |
| 4.                                                            | Simona Halepová                    | $4 627 957                         | $47 270                            | $0                                 | $4 675 227                         |
| 5.                                                            | Sloane Stephensová                 | $4 023 466                         | $32 037                            | $938                               | $4 056 441                         |
| 6.                                                            | Jeļena Ostapenková                 | $3 861 198                         | $129 360                           | $7 468                             | $3 998 026                         |
| 7.                                                            | Karolína Plíšková                  | $3 432 429                         | $20 236                            | $0                                 | $3 452 665                         |
| 8.                                                            | Caroline Garciaová                 | $3 351 361                         | $75 789                            | $0                                 | $3 427 150                         |
| 9.                                                            | Elina Svitolinová                  | $3 225 086                         | $18 327                            | $19 903                            | $3 263 316                         |
| 10.                                                           | Johanna Kontaová                   | $2 706 385                         | $25 109                            | $0                                 | $2 931 494                         |
| částky v amerických dolarech; aktualizováno 6. listopadu 2017 |                                    |                                    |                                    |                                    |                                    |

## Herní parametry
Statistiky hráček ve sledovaných herních parametrech k závěru sezóny 4. prosince 2017.
| Esa | Esa                    | Esa | Esa |
| P   | hráčka                 | esa | z   |
| --- | ---------------------- | --- | --- |
| 1.  | Karolína Plíšková      | 452 | 69  |
| 2.  | Julia Görgesová        | 412 | 68  |
| 3.  | Kristýna Plíšková      | 372 | 45  |
| 4.  | Caroline Garciaová     | 354 | 70  |
| 5.  | Lucie Šafářová         | 323 | 53  |
| 6.  | Kristina Mladenovicová | 268 | 61  |
| 7.  | Coco Vandewegheová     | 250 | 47  |
| 8.  | Kiki Bertensová        | 243 | 54  |
| 9.  | Johanna Kontaová       | 241 | 52  |
| 10. | Caroline Wozniacká     | 217 | 81  |

| Dvojchyby | Dvojchyby                  | Dvojchyby | Dvojchyby |
| P         | hráčka                     | počet     | z         |
| --------- | -------------------------- | --------- | --------- |
| 1.        | Jeļena Ostapenková         | 380       | 63        |
| 2.        | Kristina Mladenovicová     | 324       | 59        |
| 3.        | Anastasija Pavljučenkovová | 290       | 64        |
| 4.        | Venus Williamsová          | 273       | 52        |
| 5.        | Darja Gavrilovová          | 266       | 55        |
| 6.        | Sara Sorribesová Tormová   | 264       | 32        |
| 7.        | Kiki Bertensová            | 237       | 54        |
| 8.        | Mirjana Lučić Baroniová    | 237       | 36        |
| 9.        | Lauren Davisová            | 236       | 42        |
| 10.       | Julia Görgesová            | 232       | 68        |

| Úspěšnost 1. podání | Úspěšnost 1. podání   | Úspěšnost 1. podání | Úspěšnost 1. podání |
| P                   | Hráčka                | %                   | z                   |
| ------------------- | --------------------- | ------------------- | ------------------- |
| 1.                  | Alexandra Dulgheruová | 84,7                | 3                   |
| 2.                  | Akgul Amanmuradovová  | 83,8                | 1                   |
| 3.                  | Monica Niculescuová   | 82,0                | 22                  |
| 4.                  | Sara Erraniová        | 78,0                | 27                  |
| 5.                  | Irina Baraová         | 77,2                | 2                   |
| 6.                  | Viktorija Tomovová    | 76,6                | 5                   |
| 7.                  | Teliana Pereirová     | 75,0                | 1                   |
| 8.                  | Julia Glušková        | 75,0                | 1                   |
| 9.                  | Çağla Büyükakçay      | 74,1                | 14                  |
| 10.                 | Petra Krejsová        | 74,0                | 2                   |

| Úspěšnost 2. podání | Úspěšnost 2. podání   | Úspěšnost 2. podání | Úspěšnost 2. podání |
| P                   | hráčka                | %                   | z                   |
| ------------------- | --------------------- | ------------------- | ------------------- |
| 1.                  | Jeļena Ostapenková    | 47,8                | 63                  |
| 2.                  | Océane Dodinová       | 46,8                | 29                  |
| 3.                  | Coco Vandewegheová    | 45,5                | 43                  |
| 4.                  | Tatjana Mariová       | 45,2                | 31                  |
| 5.                  | Kiki Bertensová       | 44,4                | 54                  |
| 6.                  | Donna Vekićová        | 44,1                | 37                  |
| 7.                  | Camila Giorgiová      | 44.0                | 28                  |
| 8.                  | Julia Görgesová       | 43,9                | 64                  |
| 9.                  | Magdaléna Rybáriková  | 43,1                | 28                  |
| 10.                 | Pauline Parmentierová | 43,0                | 34                  |

| Úspěšnost vítězných bodů po 1. podání | Úspěšnost vítězných bodů po 1. podání | Úspěšnost vítězných bodů po 1. podání | Úspěšnost vítězných bodů po 1. podání |
| P                                     | hráčka                                | %                                     | z                                     |
| ------------------------------------- | ------------------------------------- | ------------------------------------- | ------------------------------------- |
| 1.                                    | Serena Williamsová                    | 79,1                                  | 9                                     |
| 2.                                    | Amra Sadikovićová                     | 75,2                                  | 2                                     |
| 3.                                    | Naomi Broadyová                       | 74,8                                  | 17                                    |
| 4.                                    | Petra Kvitová                         | 74,0                                  | 28                                    |
| 5.                                    | Destanee Aiavová                      | 73,8                                  | 4                                     |
| 6.                                    | Coco Vandewegheová                    | 73,1                                  | 43                                    |
| 7.                                    | Lucie Hradecká                        | 73,0                                  | 7                                     |
| 8.                                    | Karolína Plíšková                     | 72,9                                  | 69                                    |
| 9.                                    | Charlotte Robillard-Milletteová       | 72,7                                  | 1                                     |
| 10.                                   | Julia Görgesová                       | 72,5                                  | 68                                    |

| Úspěšnost vítězných bodů po 2. podání | Úspěšnost vítězných bodů po 2. podání | Úspěšnost vítězných bodů po 2. podání | Úspěšnost vítězných bodů po 2. podání |
| P.                                    | hráčka                                | %                                     | z                                     |
| ------------------------------------- | ------------------------------------- | ------------------------------------- | ------------------------------------- |
| 1.                                    | Čeng Wu-šuang                         | 64,7                                  | 1                                     |
| 2.                                    | Patty Schnyderová                     | 58,4                                  | 2                                     |
| 3.                                    | Alexandra Dulgheruová                 | 58,1                                  | 3                                     |
| 4.                                    | Jelena Rybakinová                     | 57,6                                  | 1                                     |
| 5.                                    | Elica Kostovová                       | 55,7                                  | 4                                     |
| 6.                                    | Dajana Jastremská                     | 55,4                                  | 4                                     |
| 7.                                    | Danielle Laová                        | 55,3                                  | 2                                     |
| 8.                                    | Caroline Dolehideová                  | 54,5                                  | 4                                     |
| 9.                                    | Amra Sadikovićová                     | 54,2                                  | 2                                     |
| 10.                                   | Anastasia Rodionovová                 | 53,3                                  | 3                                     |

| Úspěšnost vítězných bodů na podání | Úspěšnost vítězných bodů na podání | Úspěšnost vítězných bodů na podání | Úspěšnost vítězných bodů na podání |
| P                                  | hráčka                             | %                                  | z                                  |
| ---------------------------------- | ---------------------------------- | ---------------------------------- | ---------------------------------- |
| 1.                                 | Amra Sadikovićová                  | 66,5                               | 2                                  |
| 2.                                 | Serena Williamsová                 | 65,2                               | 9                                  |
| 3.                                 | Čeng Wu-šuang                      | 65,1                               | 1                                  |
| 4.                                 | Coco Vandewegheová                 | 62,9                               | 47                                 |
| 5.                                 | Johanna Kontaová                   | 62,8                               | 52                                 |
| 6.                                 | Karolína Plíšková                  | 62,6                               | 69                                 |
| 7.                                 | Petra Krejsová                     | 62,5                               | 2                                  |
| 8.                                 | Petra Kvitová                      | 62,3                               | 29                                 |
| 9.                                 | Patty Schnyderová                  | 62,3                               | 2                                  |
| 10.                                | Carol Zhaová                       | 62,1                               | 1                                  |

| Úspěšnost vítězných bodů na příjmu | Úspěšnost vítězných bodů na příjmu | Úspěšnost vítězných bodů na příjmu | Úspěšnost vítězných bodů na příjmu |
| P                                  | hráčka                             | %                                  | z                                  |
| ---------------------------------- | ---------------------------------- | ---------------------------------- | ---------------------------------- |
| 1.                                 | Šúko Aojamová                      | 54,5                               | 1                                  |
| 2.                                 | Başak Eraydınová                   | 53,2                               | 4                                  |
| 3.                                 | Viktorija Kamenská                 | 50,0                               | 1                                  |
| 4.                                 | Mirjam Björklundová                | 50,0                               | 1                                  |
| 5.                                 | Teliana Pereirová                  | 50,0                               | 1                                  |
| 6.                                 | Anastasia Rodionovová              | 50,0                               | 3                                  |
| 7.                                 | Anastasija Potapovová              | 50,0                               | 1                                  |
| 8.                                 | Dajana Jastremská                  | 48,8                               | 4                                  |
| 9.                                 | Sara Erraniová                     | 48,8                               | 31                                 |
| 10.                                | Alexandra Cadanțuová               | 48,3                               | 3                                  |

| Úspěšnost vítězných her na podání | Úspěšnost vítězných her na podání | Úspěšnost vítězných her na podání | Úspěšnost vítězných her na podání |
| P                                 | hráčka                            | %                                 | z                                 |
| --------------------------------- | --------------------------------- | --------------------------------- | --------------------------------- |
| 1.                                | Amra Sadikovićová                 | 84,8                              | 2                                 |
| 2.                                | Serena Williamsová                | 82,4                              | 9                                 |
| 3.                                | Patty Schnyderová                 | 80,6                              | 2                                 |
| 4.                                | Čeng Wu-šuang                     | 80,0                              | 1                                 |
| 5.                                | Johanna Kontaová                  | 79,3                              | 52                                |
| 6.                                | Karolína Plíšková                 | 79,1                              | 69                                |
| 7.                                | Sün Fang-jing                     | 78,3                              | 2                                 |
| 8.                                | Lucie Šafářová                    | 77,2                              | 53                                |
| 9.                                | Aiava Destaneeová                 | 77,1                              | 4                                 |
| 10.                               | Věra Zvonarevová                  | 76,9                              | 4                                 |

| Úspěšnost vítězných her na příjmu | Úspěšnost vítězných her na příjmu | Úspěšnost vítězných her na příjmu | Úspěšnost vítězných her na příjmu |
| P                                 | hráčka                            | %                                 | z                                 |
| --------------------------------- | --------------------------------- | --------------------------------- | --------------------------------- |
| 1.                                | Anastasia Rodionovová             | 51,6                              | 3                                 |
| 2.                                | Šúko Aojamová                     | 51,4                              | 1                                 |
| 3.                                | Anastasija Potapovová             | 51,2                              | 1                                 |
| 4.                                | Mirjam Björklundová               | 50,5                              | 1                                 |
| 5.                                | Bernarda Perová                   | 50,0                              | 1                                 |
| 6.                                | Başak Eraydınová                  | 49,5                              | 4                                 |
| 7.                                | Alexandra Cadanțuová              | 49,5                              | 3                                 |
| 8.                                | Dajana Jastremská                 | 49,4                              | 4                                 |
| 9.                                | Sara Erraniová                    | 49,2                              | 31                                |
| 10.                               | Lizette Cabrerová                 | 48,6                              | 9                                 |

| Úspěšnost odvrácených brejkbolů | Úspěšnost odvrácených brejkbolů | Úspěšnost odvrácených brejkbolů | Úspěšnost odvrácených brejkbolů |
| P                               | hráčka                          | %                               | z                               |
| ------------------------------- | ------------------------------- | ------------------------------- | ------------------------------- |
| 1.                              | Sün Fang-jing                   | 76,2                            | 2                               |
| 2.                              | Ayla Aksuová                    | 74,2                            | 2                               |
| 3.                              | Patty Schnyderová               | 72,7                            | 2                               |
| 4.                              | Tara Mooreová                   | 71,4                            | 1                               |
| 5.                              | Viktorija Kamenská              | 70,0                            | 1                               |
| 6.                              | Amra Sadikovićová               | 68,8                            | 2                               |
| 7.                              | Jessica Pegulaová               | 66,7                            | 1                               |
| 8.                              | Aiava Destaneeová               | 66,7                            | 4                               |
| 9.                              | Jaimee Fourlisová               | 66,0                            | 4                               |
| 10.                             | Rebecca Petersonová             | 66,0                            | 5                               |

| Úspěšnost proměněných brejkbolů | Úspěšnost proměněných brejkbolů | Úspěšnost proměněných brejkbolů | Úspěšnost proměněných brejkbolů |
| P                               | hráčka                          | %                               | z                               |
| ------------------------------- | ------------------------------- | ------------------------------- | ------------------------------- |
| 1.                              | Katharina Gerlachová            | 100,0                           | 1                               |
| 2.                              | Kuo Chan-jü                     | 100,0                           | 1                               |
| 3.                              | Alizé Limová                    | 100,0                           | 1                               |
| 4.                              | Allie Kiicková                  | 100,0                           | 1                               |
| 5.                              | Ashley Kratzerová               | 100,0                           | 1                               |
| 6.                              | Julia Glušková                  | 85,4                            | 1                               |
| 7.                              | Paula Badosa Gibertová          | 80,0                            | 1                               |
| 8.                              | Carol Zhaová                    | 75,0                            | 1                               |
| 9.                              | Alexa Glatchová                 | 75,0                            | 1                               |
| 10.                             | Teliana Pereirová               | 71,4                            | 1                               |

Legenda
- P – pořadí
- z – odehraných zápasů
- % – procentuální úspěšnost

## Ocenění

### Hráčka měsíce
| Měsíc    | hráčka                     | stát      | další kandidátky                                                                                  |
| -------- | -------------------------- | --------- | ------------------------------------------------------------------------------------------------- |
| Leden    | Serena Williamsová (46 %)  | USA       | Venus Williamsová (42 %) Johanna Kontaová (8 %) Karolína Plíšková (4 %)                           |
| Únor     | Elina Svitolinová (63 %)   | Ukrajina  | Kristina Mladenovicová (27 %) Karolína Plíšková (10 %)                                            |
| Březen   | Jelena Vesninová (40 %)    | Rusko     | Johanna Kontaová (24 %) Caroline Wozniacká (18%) Venus Williamsová (14 %) Karolína Plíšková (4 %) |
| Duben    | Laura Siegemundová (53 %)  | Německo   | Kristina Mladenovicová (23 %) Darja Kasatkinová (21 %) Anastasija Pavljučenkovová (3 %)           |
| Květen   | Simona Halepová (87 %)     | Rumunsko  | Jeļena Ostapenková (9 %) Elina Svitolinová (4 %)                                                  |
| Červen   | Garbiñe Muguruzaová (60 %) | Španělsko | Petra Kvitová (29 %) Karolína Plíšková (11 %)                                                     |
| Červenec | Madison Keysová (36 %)     | USA       | Kateřina Siniaková (34 %) Jekatěrina Makarovová (30 %)                                            |
| Srpen    | Sloane Stephensová (63 %)  | USA       | Venus Williamsová (25 %) Madison Keysová (10 %) Coco Vandewegheová (2 %)                          |
| Září     | Caroline Garciaová (79 %)  | Francie   | Simona Halepová (13 %) Caroline Wozniacká (8 %)                                                   |
| Říjen    | Caroline Wozniacká (64 %)  | Dánsko    | Simona Halepová (23 %) Venus Williamsová (13 %)                                                   |

### Průlom měsíce
| Měsíc    | hráčka                        | stát      | další kandidátky                                                               |
| -------- | ----------------------------- | --------- | ------------------------------------------------------------------------------ |
| Leden    | Coco Vandewegheová (50 %)     | USA       | Elise Mertensová (28 %) Kateřina Siniaková (16%) Lauren Davisová (6 %)         |
| Únor     | Kristina Mladenovicová (56 %) | Francie   | Elina Svitolinová (26 %) Ashleigh Bartyová (12 %) Catherine Bellisová (6 %)    |
| Březen   | Risa Ozakiová (55 %)          | Japonsko  | Kayla Dayová (45 %)                                                            |
| Duben    | Darja Kasatkinová (60 %)      | Rusko     | Markéta Vondroušová (20 %) Dajana Jastremská (11 %) Anett Kontaveitová (9 %)   |
| Květen   | Jeļena Ostapenková (60 %)     | Lotyšsko  | Verónica Cepedeová Roygová (33 %) Ons Džabúrová (5 %) Caroline Garciaová (2 %) |
| Červen   | Magdaléna Rybáriková (74 %)   | Slovensko | Anett Kontaveitová (23 %) Anastasija Sevastovová (3%)                          |
| Červenec | Bianca Andreescuová (39 %)    | Kanada    | Kateřina Siniaková (38 %) Catherine Bellisová (23 %)                           |
| Srpen    | Sofia Keninová (46 %)         | USA       | Shelby Rogersová (34 %) Darja Kasatkinová (20 %)                               |
| Září     | Ashleigh Bartyová (87 %)      | Austrálie | Maria Sakkariová (13 %)                                                        |
| Říjen    | Julia Görgesová (46 %)        | Německo   | Aryna Sabalenková (41 %) Carina Witthöftová (7 %) Natalja Vichljancevová (6 %) |

### Míček měsíce
| Měsíc    | hráčka                        | stát      | další kandidátky                                                                                                   |
| -------- | ----------------------------- | --------- | --- |
| Leden    | Agnieszka Radwańská (76 %)    | Polsko    | Julia Görgesová (11 %) Julia Putincevová (7 %) Karolína Plíšková (4 %) Alizé Cornetová (2 %)                       |
| Únor     | Angelique Kerberová (41 %)    | Německo   | Kristina Mladenovicová (22 %) Caroline Wozniacká (20 %) Darja Kasatkinová (11 %) Karolína Plíšková (6 %)           |
| Březen   | Caroline Wozniacká (36 %)     | Dánsko    | Kirsten Flipkensová (24 %) Venus Williamsová (22 %) Bethanie Matteková-Sandsová (10 %) Jelena Vesninová (8%)       |
| Duben    | Kristina Mladenovicová (34 %) | Francie   | Francesca Schiavoneová (32 %) Darja Kasatkinová (15 %) Angelique Kerberová (12 %) Anastasija Pavljučenkovová (7 %) |
| Květen   | Venus Williamsová (35 %)      | USA       | Eugenie Bouchardová (33 %) Barbora Strýcová (17 %) Francesca Schiavoneová (10 %) Darja Gavrilovová (5 %)           |
| Červen   | Lucie Šafářová (70 %)         | Česko     | Caroline Wozniacká (11 %) Simona Halepová (10 %) Petra Krejsová (5 %) Petra Kvitová (4 %)                          |
| Červenec | Petra Kvitová (60 %)          | Česko     | Irina-Camelia Beguová (24 %) Kristýna Plíšková (8 %) Mariana Duqueová Mariñová (5 %) Catherine Bellisová (3 %)     |
| Srpen    | Darja Kasatkinová (55 %)      | Rusko     | Simona Halepová (25 %) Agnieszka Radwańská (10 %) Lucie Šafářová (6 %) Madison Keysová (4 %)                       |
| Září     | Agnieszka Radwańská (78 %)    | Polsko    | Luksika Kumkhumová (7 %) Angelique Kerberová (6 %) Maria Sakkariová (5 %) Dominika Cibulková (4 %)                 |
| Říjen    | Magdaléna Rybáriková (31 %)   | Slovensko | Angelique Kerberová (23 %) Caroline Wozniacká (19 %) Caroline Wozniacká (15 %) Petra Kvitová (12 %)                |

## Ukončení kariéry
Seznam uvádí tenistky (vítězky turnaje WTA, a/nebo ty, které byly klasifikovány alespoň jeden týden v Top 100 dvouhry a/nebo Top 100 čtyřhry žebříčku WTA), jež ohlásily ukončení profesionální kariéry, neodehrály za více než 52 uplynulých týdnů žádný turnaj, nebo jim byl uložen stálý zákaz hraní, a to v sezóně 2017:

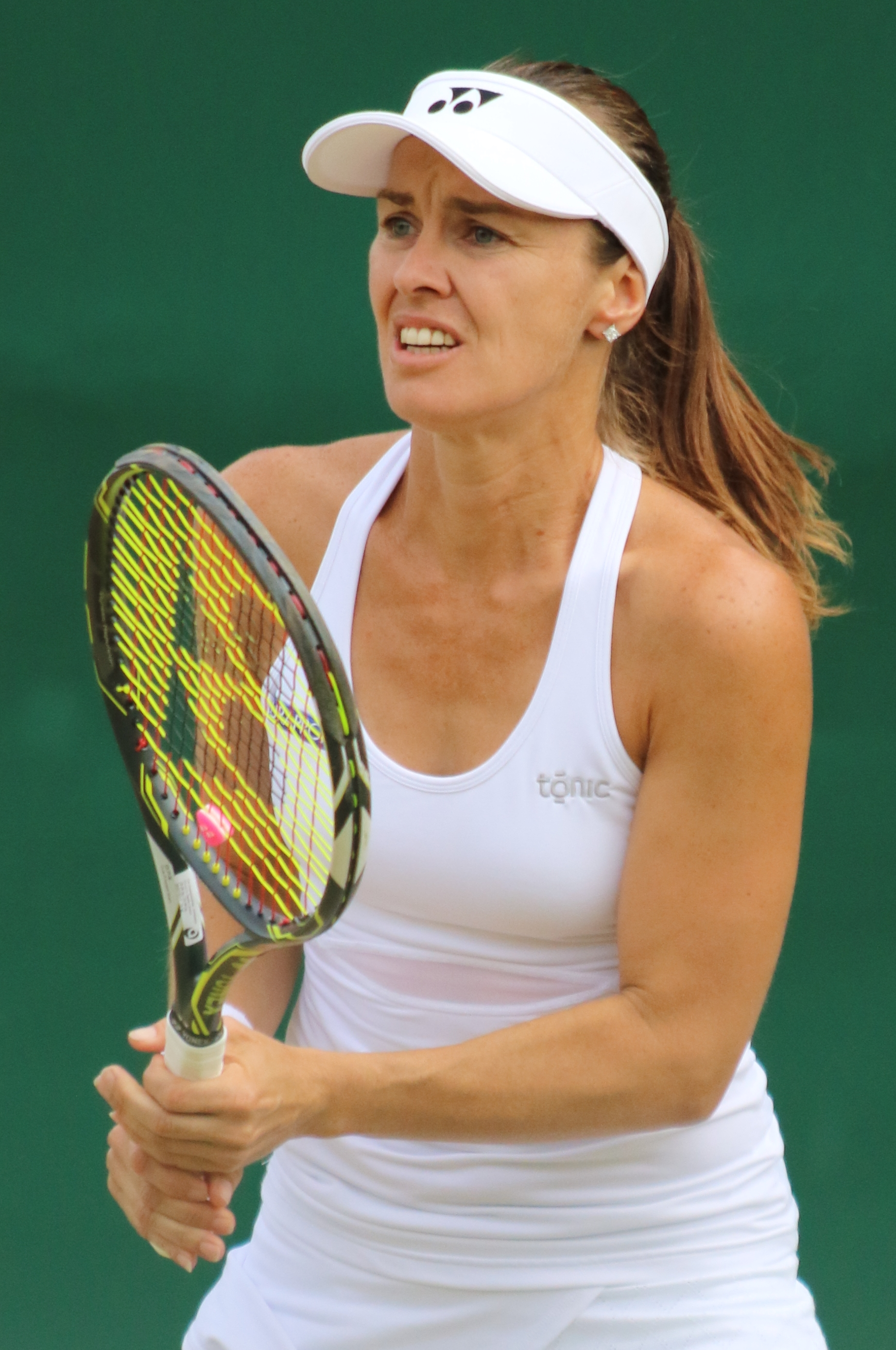
37letá Martina Hingisová ukončila potřetí a definitivně profesionální kariéru po semifinálové prohře ve čtyřhře Turnaje mistryň, kdy byla deblovou světovou jedničkou

- Jekatěrina Byčkovová (* 5. června 1985 Moskva, Sovětský svaz), profesionálka od roku 2000, ve dvouhře žebříčku WTA nejvýše postavená na 66. místě a ve čtyřhře na 106. místě,
- Kimiko Dateová (* 28. září 1970 Kjóto, Japonsko), ve dvouhře žebříčku WTA nejvýše postavená na 4. místě v listopadu 1995 a ve čtyřhře na 28. místě v lednu 2015; trojnásobná semifinalistka dvouhry na grandslamu a vítězka osmi singlových a šesti deblových turnajů na okruhu WTA Tour; kariéru ukončila na domácím turnaji WTA v Tokiu 12. září 2017.[17]
- Vesna Doloncová (* 21. července 1989 Moskva, Sovětský svaz), ve dvouhře žebříčku WTA nejvýše postavená na 84. místě; ukončení kariéry oznámila v únoru 2017,
- Věra Duševinová (* 6. října 1986 Moskva, Sovětský svaz), ve dvouhře žebříčku WTA nejvýše postavená na 31. místě v červenci 2005 a ve čtyřhře na 27. místě v červnu 2007; vítězka Fed Cupu 2005, jednoho singlového a dvou deblových turnajů okruhu WTA Tour; ukončení kariéry oznámila 15. srpna 2017,[18]
- Daniela Hantuchová (* 23. dubna 1983 Poprad, Československo), ve dvouhře i čtyřhře žebříčku WTA nejvýše postavená na 5. místě, vítězka čtyř grandslamů ve smíšené čtyřhře; ukončení kariéry oznámila 6. července 2017,
- Martina Hingisová (* 30. září 1980 Košice, Československo), profesionálka od roku 1994, ve dvouhře i čtyřhře žebříčku WTA nejvýše postavená na 1. místě, vítězka 43 singlových a 64 deblových turnajů WTA Tour. Na grandslamu triumfovala pětkrát ve dvouhře, třináctkrát v ženské čtyřhře a sedmkrát ve smíšené čtyřhře. Kariéru poprvé ukončila v sezóně 2002 pro zranění, aby se na okruh vrátila v roce 2006. Podruhé s tenisem skončila roku 2008 po zákazu startu za pozitivní test na přítomnost drog. Druhý návrat následoval v sezóně 2013. Definitivní konec profesionální dráhy ohlásila v době, kdy byla světovou jedničkou ve čtyřhře, po skončení říjnového Turnaje mistryň 2017,
- Liezel Huberová (* 21. srpna 1976 Durban, Jihoafrická republika), ve dvouhře žebříčku WTA nejvýše postavená na 131. místě v březnu 1999 a ve čtyřhře se v listopadu 2007 stala světovou jedničkou; vítězka sedmi grandslamů z deblových soutěží a trojnásobná šampionka Turnaje mistryň ve čtyřhře; na okruhu WTA Tour vyhrála 53 deblových turnajů; ukončení kariéry oznámila v dubnu 2017.[19]
- Melanie Oudinová (* 23. září 1991 Marietta, Georgie, Spojené státy), ve dvouhře žebříčku WTA nejvýše postavená na 31. místě v dubnu 2010; vítězka smíšené čtyřhry na US Open 2011; ukončení kariéry oznámila v srpnu 2017,[20]
- Šachar Pe'erová (* 1. května 1987 Jeruzalém, Izrael), ve dvouhře žebříčku WTA nejvýše postavená na 11. místě; ukončení kariéry oznámila v únoru 2017,
- Naděžda Petrovová (* 8. června 1982 Moskva, Sovětský svaz), ve dvouhře žebříčku WTA nejvýše postavená na 3. místě; vítězka čtyřhry Turnaje mistryň 2004 a 2012; ukončení kariéry oznámila v lednu 2017,
- Francesca Schiavoneová (* 23. června 1980 Milán, Itálie), ve dvouhře žebříčku WTA nejvýše postavená na 4. místě; vítězka dvouhry na French Open 2010; ukončení kariéry oznámila po skončení sezóny 2017,
- Jarmila Wolfeová (* 26. dubna 1987 Bratislava, Československo), ve dvouhře žebříčku WTA nejvýše postavená na 25. místě; vítězka smíšené čtyřhry na Australian Open 2013; ukončení kariéry oznámila v lednu 2017,[21]

## Rozpis bodů
| Grand Slam (S) | 2000 | 1300 | 780                                                             | 430                                                                               | 240                                                                               | 130                                                                               | 70                                                                                | 10                                                                                | 40                                                                                | 30                                                                                | 20                                                                                | 2                                                                                 |
| Grand Slam (D) | 2000 | 1300 | 780                                                             | 430                                                                               | 240                                                                               | 130                                                                               | 10                                                                                | –                                                                                 | 40                                                                                | –                                                                                 | –                                                                                 | –                                                                                 |
| WTA Finals (S) | +750 | +330 | –                                                               | (+125 za každý zápas v základní skupině; +125 za každou výhru v základní skupině) | (+125 za každý zápas v základní skupině; +125 za každou výhru v základní skupině) | (+125 za každý zápas v základní skupině; +125 za každou výhru v základní skupině) | (+125 za každý zápas v základní skupině; +125 za každou výhru v základní skupině) | (+125 za každý zápas v základní skupině; +125 za každou výhru v základní skupině) | (+125 za každý zápas v základní skupině; +125 za každou výhru v základní skupině) | (+125 za každý zápas v základní skupině; +125 za každou výhru v základní skupině) | (+125 za každý zápas v základní skupině; +125 za každou výhru v základní skupině) | (+125 za každý zápas v základní skupině; +125 za každou výhru v základní skupině) |
| WTA Finals (D) | 1500 | 1080 | 750                                                             | 375                                                                               | –                                                                                 | –                                                                                 | –                                                                                 | –                                                                                 | –                                                                                 | –                                                                                 | –                                                                                 | –                                                                                 |
| WTA Premier Mandatory (96S)                                                                                                   | 1000 | 650  | 390                                                             | 215                                                                               | 120                                                                               | 65                                                                                | 35                                                                                | 10                                                                                | 30                                                                                | –                                                                                 | 20                                                                                | 2                                                                                 |
| WTA Premier Mandatory (64/60S)                                                                                                | 1000 | 650  | 390                                                             | 215                                                                               | 120                                                                               | 65                                                                                | 10                                                                                | –                                                                                 | 30                                                                                | –                                                                                 | 20                                                                                | 2                                                                                 |
| WTA Premier Mandatory (28/32D)                                                                                                | 1000 | 650  | 390                                                             | 215                                                                               | 120                                                                               | 10                                                                                | –                                                                                 | –                                                                                 | –                                                                                 | –                                                                                 | –                                                                                 | –                                                                                 |
| WTA Premier 5 (56S,64Q) | 900  | 585  | 350                                                             | 190                                                                               | 105                                                                               | 60                                                                                | 1                                                                                 | –                                                                                 | 30                                                                                | 22                                                                                | 15                                                                                | 1                                                                                 |
| WTA Premier 5 (56S,48/32Q) | 900  | 585  | 350                                                             | 190                                                                               | 105                                                                               | 60                                                                                | 1                                                                                 | –                                                                                 | 30                                                                                | –                                                                                 | 20                                                                                | 1                                                                                 |
| WTA Premier 5 (28D) | 900  | 585  | 350                                                             | 190                                                                               | 105                                                                               | 1                                                                                 | –                                                                                 | –                                                                                 | –                                                                                 | –                                                                                 | –                                                                                 | –                                                                                 |
| WTA Premier 5 (16D) | 900  | 585  | 350                                                             | 190                                                                               | 1                                                                                 | –                                                                                 | –                                                                                 | –                                                                                 | –                                                                                 | –                                                                                 | –                                                                                 | –                                                                                 |
| WTA Premier (56S) | 470  | 305  | 185                                                             | 100                                                                               | 55                                                                                | 30                                                                                | 1                                                                                 | –                                                                                 | 25                                                                                | –                                                                                 | 13                                                                                | 1                                                                                 |
| WTA Premier (32S) | 470  | 305  | 185                                                             | 100                                                                               | 55                                                                                | 1                                                                                 | –                                                                                 | –                                                                                 | 25                                                                                | 18                                                                                | 13                                                                                | 1                                                                                 |
| WTA Premier (16D) | 470  | 305  | 185                                                             | 100                                                                               | 1                                                                                 | –                                                                                 | –                                                                                 | –                                                                                 | –                                                                                 | –                                                                                 | –                                                                                 | –                                                                                 |
| WTA Elite Trophy (12S) | +460 | +200 | (+120 za každou výhru, +40 za každou prohru v základní skupině) | (+120 za každou výhru, +40 za každou prohru v základní skupině)                   | (+120 za každou výhru, +40 za každou prohru v základní skupině)                   | (+120 za každou výhru, +40 za každou prohru v základní skupině)                   | (+120 za každou výhru, +40 za každou prohru v základní skupině)                   | (+120 za každou výhru, +40 za každou prohru v základní skupině)                   | (+120 za každou výhru, +40 za každou prohru v základní skupině)                   | (+120 za každou výhru, +40 za každou prohru v základní skupině)                   | (+120 za každou výhru, +40 za každou prohru v základní skupině)                   | (+120 za každou výhru, +40 za každou prohru v základní skupině)                   |
| WTA International (32S,32Q)                                                                                                   | 280  | 180  | 110                                                             | 60                                                                                | 30                                                                                | 1                                                                                 | –                                                                                 | –                                                                                 | 18                                                                                | 14                                                                                | 10                                                                                | 1                                                                                 |
| WTA International (32S,16Q)                                                                                                   | 280  | 180  | 110                                                             | 60                                                                                | 30                                                                                | 1                                                                                 | –                                                                                 | –                                                                                 | 18                                                                                | –                                                                                 | 12                                                                                | 1                                                                                 |
| WTA International (16D) | 280  | 180  | 110                                                             | 60                                                                                | 1                                                                                 | –                                                                                 | –                                                                                 | –                                                                                 | –                                                                                 | –                                                                                 | –                                                                                 | –                                                                                 |
| QV – vítězka kvalifikace, Q1–3 – 1. až 3. kolo kvalifikace, (xS/Q/D) – „x“ počet hráček v soutěži dvouhry/kvalifikace/čtyřhry |      |      |                                                                 |                                                                                   |                                                                                   |                                                                                   |                                                                                   |                                                                                   |                                                                                   |                                                                                   |                                                                                   |                                                                                   |